# Дакия
Да́кия, также Даки́йское ца́рство, — античное государство Европы, которое возникло в результате объединения гето-дакийских племён под властью Буребисты, сейчас территория современных Румынии, Молдавии, Украины и части Болгарии.
Дакийское царство как независимое государство существовало с 82 года до нашей эры до римского завоевания в 106 году нашей эры, хоть его территория и постоянно изменялась. Столица Дакийского царства, Сармизегетуза, которая сегодня расположена на территории современной Румынии, была разрушена римлянами, но её имя было добавлено к имени нового города Ульпия Траяна Сармизегетуза, который был построен уже в качестве столицы римской провинции Дакия.
Некоторое время Дакийское царство включало в себя территории между Тисой и Средним Дунаем. В середине Дакии были расположены Карпатские горы. Таким образом, Дакия занимала территорию современных Румынии, Молдавии, а также частично Болгарии, Сербии, Венгрии и Украины.
В широком смысле под Дакией подразумевают историческую область времён классической античности. Во времена Римской империи к Дакии причисляли обширные горные и равнинные земли, прилегающие к северу Балканского полуострова, располагавшиеся между Тисой, Дунаем, Днестром и Карпатами. В древней географии, особенно в римских источниках, Дакия — земля, населённая даками (греки называли их гетами), которые были ветвью фракийцев и жили к северу от Балканских гор. Дакийские племена имели с другими соседними племенами (сарматы, скифы и кельты) как мирные отношения, так и вступали с ними в военные столкновения. Однако в конечном итоге некоторые племена Дакии подпали под влияние древних греков и римлян.
Южная граница Дакии примерно проходила по Дунаю (в римских источниках — Данубиус, в греческих — Истрос), а в годы расцвета Дакийского царства — Балканским горам. Мёзия (Добруджа), область к югу от Дуная, была одной из основных областей, где жили геты, которые контактировали там с древними греками. На востоке область была ограничена Чёрным морем и рекой Днестр (в греческих источниках — Тирас). 

## Расцвет Дакийского царства

### Дакия во времена Буребисты
Точная дата, когда Буребиста возглавил свой народ, неизвестна. По утверждению Иордана, это произошло около 82 года до н. э., однако не нашло подтверждения. Тем не менее все историки, занимавшиеся данным вопросом, сходятся во мнении, что Буребиста был современником Гая Юлия Цезаря.
Организационные и военные деяния царя даков Страбон обобщил следующим образом:

«Встав во главе своего народа, гет Буребиста настолько способствовал усилению его духа, вводя всевозможные упражнения, приучая к воздержанию от винопития и повиновению приказам, что в течение нескольких лет создал огромную державу, подчинив гетам большую часть соседних народов. Его стали бояться даже римляне, потому что он, смело перейдя Дунай и ограбив Фракию вплоть до Македонии и Иллирии, опустошил владения кельтов, смешавшихся с фракийцами и иллирийцами, уничтожив полностью кельтские племена таврисков и бойев, сражавшихся под предводительством Критасира».
— Страбон. VII, 3, 11.
Катастрофа, пережитая бойями и таврисками на Среднем Дунае, произошла, возможно, в 60 году до н. э., поскольку, согласно Цезарю, те из бойев, что спаслись от даков и направились на запад, уже в 58 году до н. э. объединились с гельветами и были готовы переместиться в Галлию. Некоторые историки считают, что сражения между даками и кельтами из Западной Дакии имели место в конце правления Буребисты, а местность, где происходили эти столкновения, превращённая в «пустыню», служившую потом пастбищем соседним народам, нужно искать, согласно Страбону и Плинию Старшему, где-то между Тисой и озером Балатон.
Изгнав бойев и таврисков, Буребиста совершил за короткое время целый ряд грабительских набегов на Фракию, дойдя до Македонии и Иллирии. Для проживавших на балканской территории даков, объединившихся со скордисками, подобные набеги являлись довольно привычными. Но на этот раз скордиски были покорены. Обеспечив мир на западных границах государства, Буребиста обратил взор на восток, поспешив воспользоваться смертью Митридата VI Евпатора и провалом похода римлян в эту область (Марк Антоний Гибрида, правитель Македонии, в 62—61 годах до н. э. потерпел поражение под стенами Истрии от греков и варваров, объединившихся в коалицию). Из рассказов Диона Хрисостома и декрета в честь Акорниона из Дионисополя мы знаем, что между 55 и 48 годами до н. э. дакийский вождь подчинил себе греческие города на западном побережье Чёрного моря, от Ольвии до Аполлонии. Порой эти походы отличались большой жестокостью, о чём свидетельствуют найденные археологами следы пожаров, возникавших в ходе осады городов даками. Другие города, такие как Дионисополь, подчинились дакам добровольно и заручились покровительством Буребисты. Акорнион из Дионисополя стал советником и посланником дакийского правителя. В декрете, в котором воздавались почести Акорниону, указывалось, что Буребиста, «став первым и самым великим царем Фракии» (своего рода «царём царей»), владел всеми территориями «по эту и по ту сторону» Дуная. Но наиболее важным результатом его господства над причерноморскими городами было появление в окрестностях расположенной в горах Орэштии, столицы Дакийского государства, военных, гражданских и культовых сооружений из обтёсанного камня, возведённых по греческому образцу греческими мастерами. С этого времени греческие мастера постоянно работают в столице Дакийского царства, что подтверждают и археологические находки — обработанные каменные блоки и керамические сосуды с надписями на греческом языке либо греческими буквами.

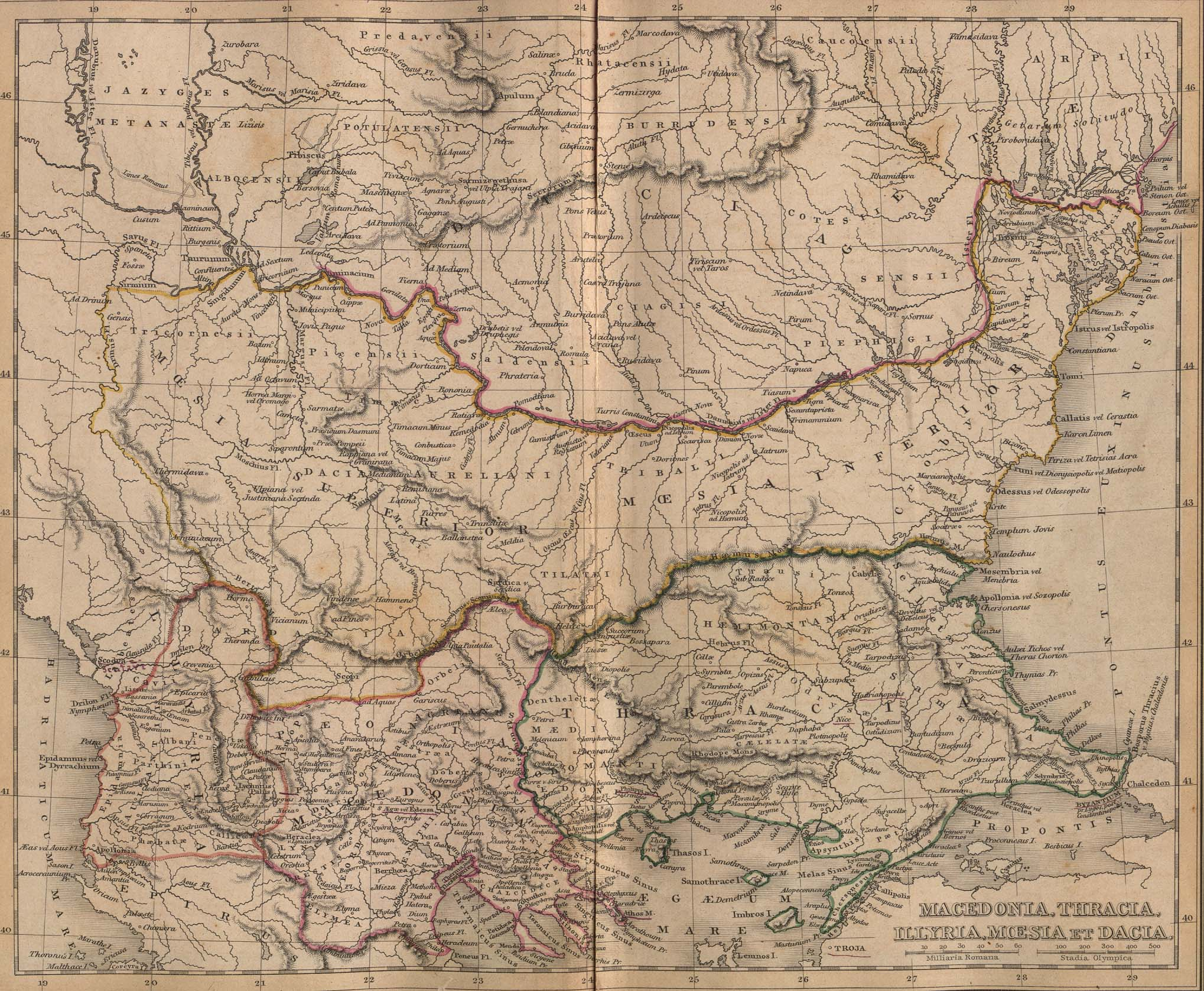
Дакия и соседние территории — Македония, Иллирия, Мёзия и Фракия — карта из атласа Alexander G. Findlay

В 48 году до н. э., после всех походов, государство Буребисты простиралось от Среднего Дуная (на западе) до западного побережья Чёрного моря между Ольвией и Аполлонией (на востоке) и от Северных Карпат до Балканских гор. Согласно Страбону, дакийский правитель мог выставить армию, насчитывавшую 200 тысяч воинов. Располагая подобной силой, Буребиста вмешался в Гражданскую войну между Юлием Цезарем и Гнеем Помпеем, встав на сторону последнего. Акорнион из Дионисополя получил поручение вести переговоры и встречался с Помпеем в Гераклее. Однако вскоре в битве с войском Цезаря при Фарсале Помпей был разбит, а Цезарь, ставший непримиримым врагом Буребисты, замыслил большой поход против Дакии. Поход не состоялся из-за убийства Цезаря (44 год до н. э.).
Точная дата смерти Буребисты неизвестна. Страбон лаконично сообщает:

«Что касается Буребисты, то он пал в результате восстания ещё до того, как римляне решили послать против него армию…»
— Страбон. VII, 3, 11.

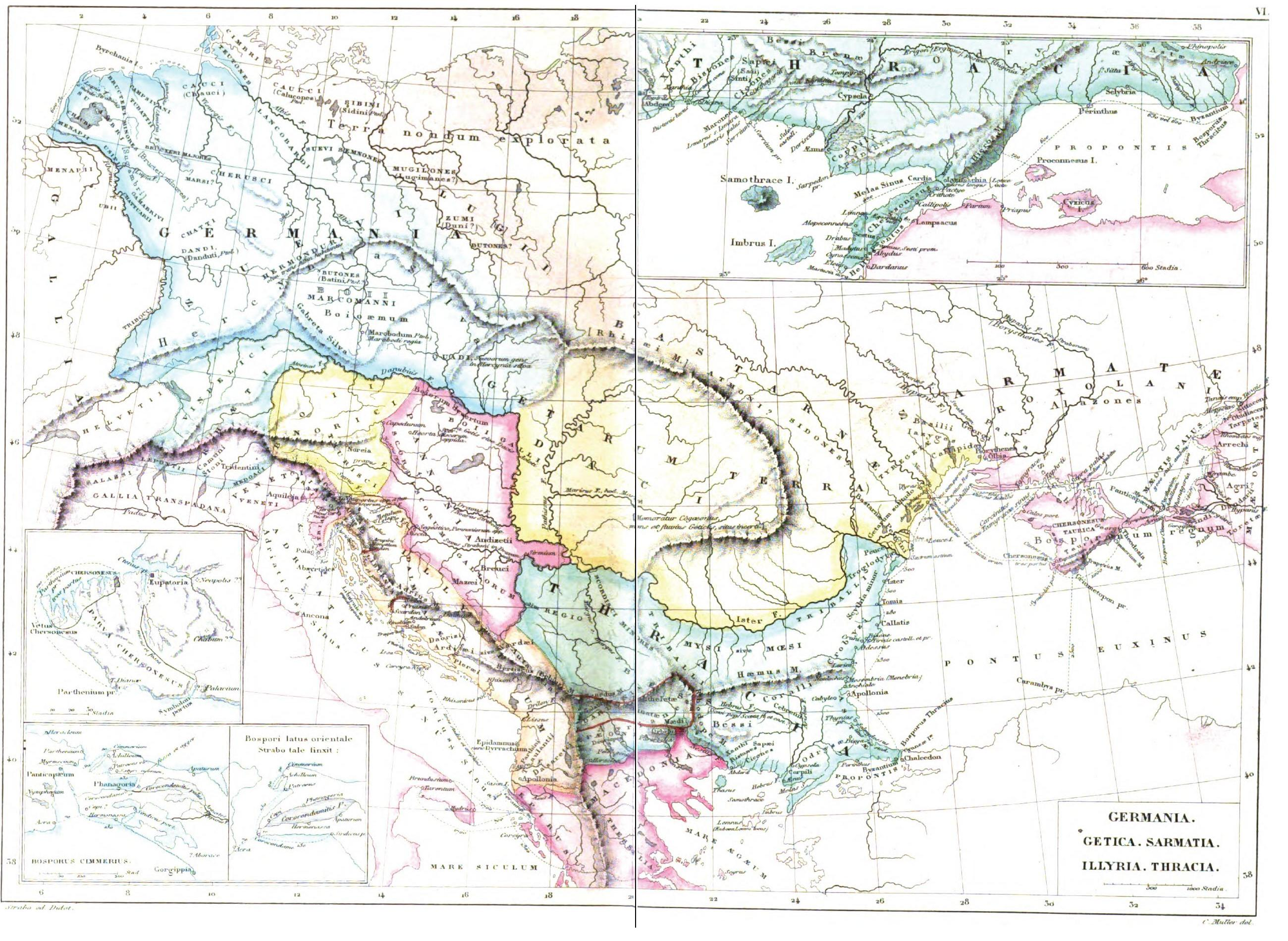
Карта Центральной и Восточной Европы до расширения Римской республики (ок. 218 до н. э.), согласно Страбону (ок. 18). Она включает в себя Дакию/Гетику (Daci, Getarum Terra), Германию, Сарматию, Иллирию, Фракию.)

Некоторые историки утверждают, что свержение Буребисты произошло в 44 году до н. э., вскоре после убийства Цезаря. Другие считают, что дакийский вождь был устранён позднее, но ещё до паннонской войны Октавиана (35—33 годы до н. э.). После смерти Буребисты Дакийское государство распалось сначала на четыре, а затем — во время правления в Риме Августа — на пять частей. Невозможно с точностью установить, о каких именно частях говорит греческий географ и историк. Вполне возможно, что одной из таких областей, отколовшихся от Дакийского государства, была долина реки Сирет. Установлено что фортификационные сооружения, построенные в этих местах (Брад, Рэкэтэу) в правление Буребисты, были разрушены. Другие области, отделившиеся от Дакийского государства скорее всего, находились в Добрудже (где утвердились местные вожди: Рол, Дапикс и Зиракс), между Дунаем и Балканами, а также на территориях в области Среднего Дуная. Правители, наследовавшие трон в Сармизегетузе-Регии, сохранили под своей властью области в Банате, Кришане, Марамуреше, Трансильвании, Олтении, прикарпатскую зону Мунтении и некоторые важные центры в Западной Молдове. Повсюду здесь обнаружены укреплённые поселения и крепости, датируемые I веком до н. э. — I веком н. э. Более того, в некоторых местах эти укрепления представляют собой подлинный limes dacicus. Это можно сказать о территории у Железных Ворот, где крепости в Любкове, Пескаре, Дивиче и Соколе образуют настоящую фортификационную цепь вдоль левого берега Дуная.
В эпоху Буребисты даки впервые громко заявили о себе, и это закрепилось в сознании народов Средиземноморья. С этих пор Дакия всё чаще оказывается в фокусе римской внешней политики на Нижнем Дунае.

### Религиозно-жреческая реформа Декенея
Внутренние и внешние политические преобразования Буребиста проводил с помощью верховного жреца Декенея. Согласно Страбону, Буребиста воспитывал своих подданных

«упражнениями, приучая к воздержанию от винопития и к подчинению приказам… Чтобы держать народ в повиновении, он [Буребиста] взял себе в помощники Декенея, прорицателя, долгое время странствовавшего по Египту и научившегося там разным пророчествам, благодаря которым, как сам утверждал, мог толковать волю богов. Доказательством послушания гетов служит и тот факт, что они согласились вырубить виноградники и жить без вина…»
— Страбон. VII, 3, 11.
.
О Декенее упоминается и в более поздних источниках. В трудах готского историка Иордана находим следующие сведения, взятые, возможно, из сочинений Диона Хрисостома:

«…Дикиней [Декеней] прославился у них как чудодей и повелевал не только меньшими, но даже королями. Выбрал он тогда из них благороднейших и благоразумнейших мужей и, научив их теологии, убедил их почитать некоторых богов и святилища и сделал их жрецами, придав им название „пиллеатов“…»
— Иордан. О происхождении и деяниях гетов / Пер. Е. Ч. Скржинской. — СПб., 1997.

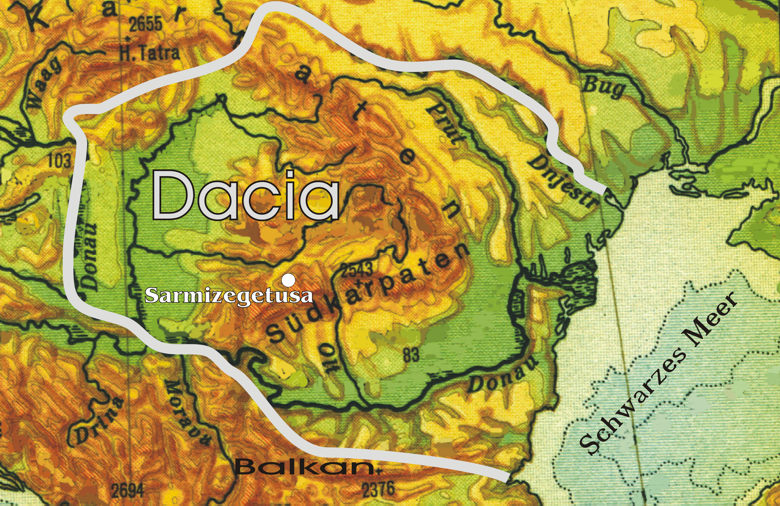
Государство даков во время правления Буребисты, 82 год до н. э.

Эти пилаты (которых называли и тарабостами) были высшей «кастой» общества: из их рядов избирались, как отмечал Иордан, вожди и священнослужители. Низшую «касту» составляли те, кого античные авторы называли капиллатами или коматами.
Выше упоминалось, что Декеней реформировал религиозную и жреческую систему даков. Вполне вероятно, что речь идёт об усилении «власти» божества (или божеств), ответственного за магический и юридический суверенитет, стоявший на первом месте в религиозных представлениях индоевропейцев. Такая реформа вполне устраивала её инициаторов, то есть «касту» священнослужителей, отвечавших за сохранение некоторых догм и традиций. В то же время религия становилась инструментом официальной идеологии дакийских правителей, предназначением которой было «держать народ в повиновении».
Эту мысль подтверждает и факт уничтожения виноградников. Страбон счёл необходимым уточнить, что своими успехами Буребиста был обязан усилиям, направленным на «воспитание» подданных, в том числе «приучая их к воздержанию от винопития».
Из приведённой цитаты видно, какой религиозной властью обладал Декеней. Что касается решения уничтожить виноградники, кажущегося сегодня крайне радикальным (вероятно, столь же неожиданным оно казалось и Страбону, если он позволил себе дважды упомянуть об этом эпизоде), то оно было реакцией против разнузданного культа Диониса, основой которого являлось неумеренное потребление вина, возможно, в сочетании с фруктами, а также с листьями плюща, обладающего психотропными свойствами. Всё это приводило участников празднеств в честь Диониса (мужчин и женщин, аристократов и плебеев) в состояние экстаза и религиозного исступления. Подобные радикальные меры против дионисийского культа не раз предпринимались в Средиземноморье. В рамках религиозных реформ, проводимых Декенеем с целью установления дисциплины и «подчинения приказам», борьба с культом Диониса кажется вполне естественной.

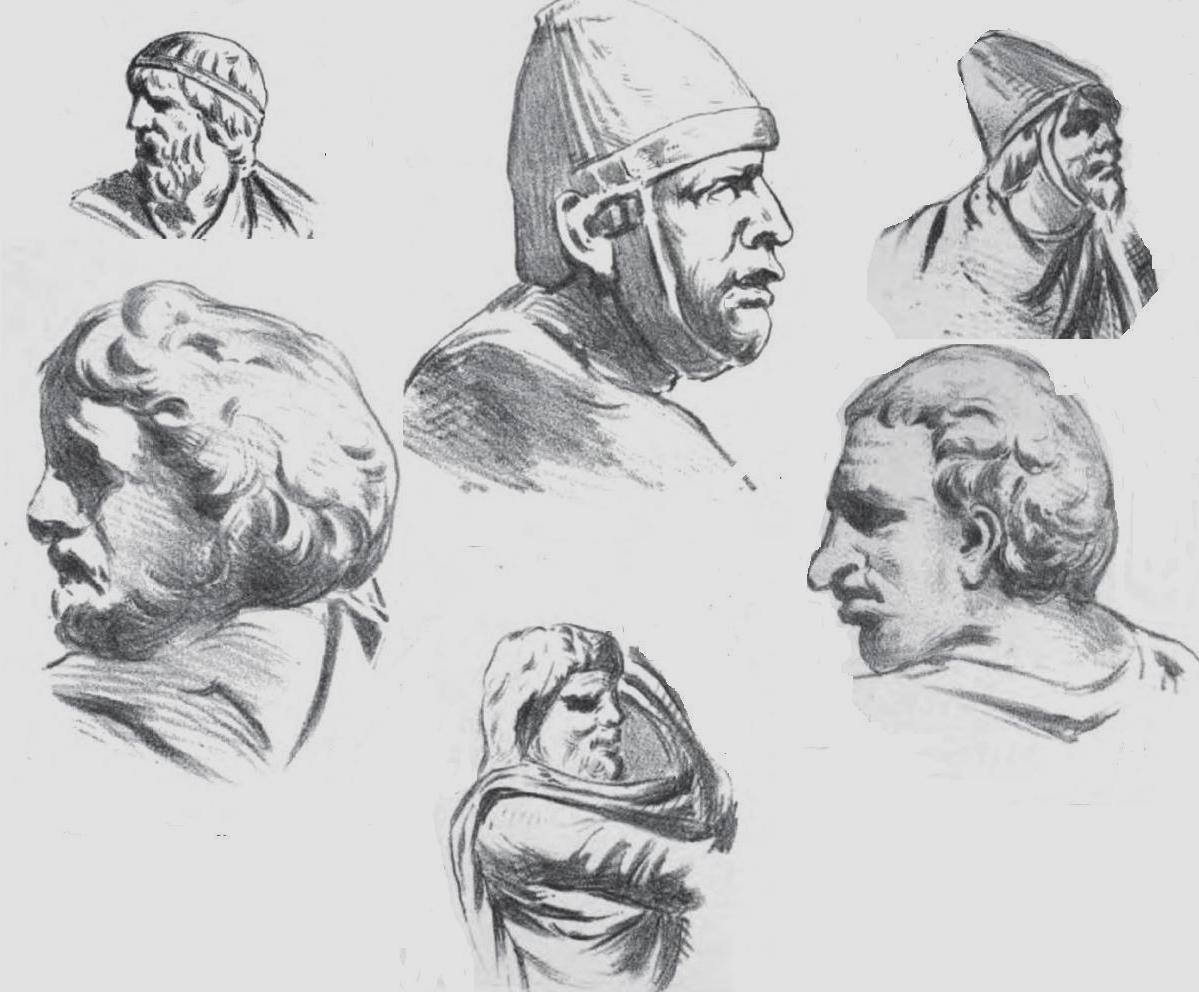
Даки

Важным результатом реформаторской деятельности Декенея явилась концентрация политической, юридической и религиозной власти в руках царя. Иордан отмечает, что «после смерти Дикинея [Декенея] почти таким же почитанием пользовался у них Комозик [Комосик], потому что не был он неравен тому в искусстве». Благодаря его уму они считали его и царём, и верховным священнослужителем, и судьёй, который «судил… народ с высшей справедливостью». Рассуждая о преемниках Комозика, Иордан больше не считает, что все властные прерогативы должны быть
сосредоточены в одних руках, и это позволяет предположить, что восстановилась ситуация времён Буребисты, когда царь делил власть с верховным жрецом. Однако сведения о правлении Децебала, последнего царя Дакии, свидетельствуют, что тот обладал и религиозной властью. Речь идёт о фрагменте из «Гетики» Критона (личного врача императора Траяна):

«Благодаря уму и дару прорицания цари гетов внушают своим подданным страх перед богами и благоразумие и добиваются многого».
— Критон. Гетика
Умело сочетая военно-политическую власть с религиозной и юридической, дакийские вожди пользовались огромным авторитетом у своих подданных, и, возможно, им удалось подчинить их собственной «идеологической программе».

## Связи между даками и римлянами

### Дакийские правители
После свержения Буребисты власть ненадолго перешла к Декенею. Затем трон унаследовал, как рассказывает Иордан, Комозик, располагавший столь же сильной властью, что и его предшественник. Этот же историк отмечает, что

«после того как и этот ушёл от человеческих дел, воцарился над готами король Корилл, и он правил своим племенем в Дакии в течение сорока лет».
— Иордан. Гетика.

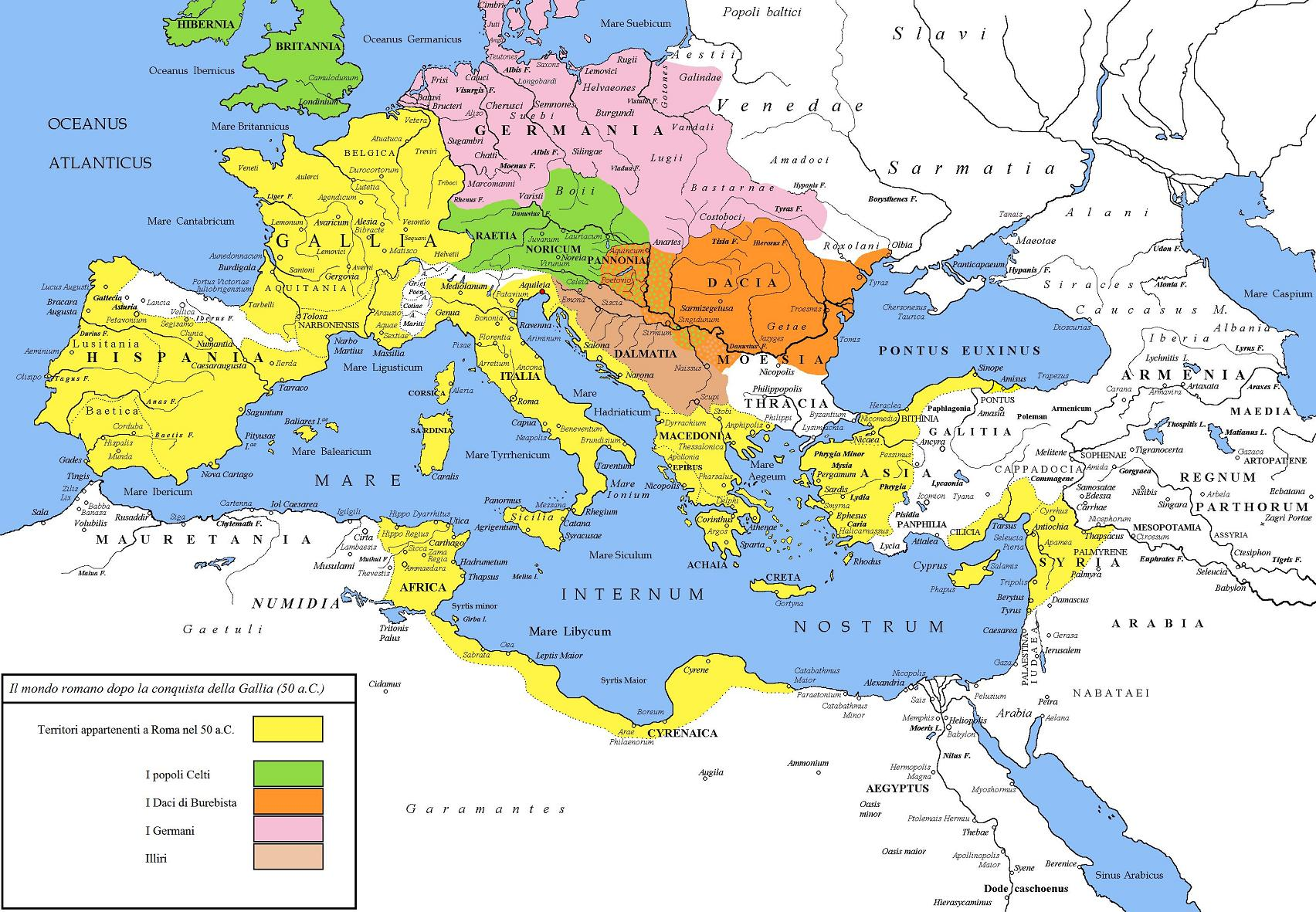
Римская республика в 50 году до н. э., после завоеваний Галлии Юлием Цезарем

Имя Корилла не подтверждается другими источниками. Вполне возможно, что Иордан спутал его с царём Скорилоном, о котором упоминается в более поздних памятниках и который был современником Нерона. С другой стороны, не исключено, что после Комозика трон в Сармизегетузе действительно занимал царь, правивший очень долго. Другие источники называют некоего Котизона (Cotiso), царствовавшего в Дакии в последней трети I века до н. э. и в начале следующего века. Так, в одной из од Горация, написанной в 29 году до н. э., говорится о том, что «армия дака Котизона была разбита». В свою очередь, Светоний упоминает о Котизоне, рассказывая о конфликте между Октавианом и Марком Антонием. В древнейших рукописях сочинений Светония сохраняется написание Cosoni (Cosini) Getarum regi. В окрестностях столицы Дакийского царства найдены многочисленные клады из золотых монет с надписью «Косон» греческими буквами. Поэтому не исключено, что царь Косон и есть тот самый Котизон, о котором упоминается в источниках. Более того, Котизон вновь упоминается в качестве противника Рима в контексте событий 11—12 годов н. э. Его власть распространялась на горную часть Дакии, что может совпадать с теми горами, где находилась столица Дакии Сармизегетуза. Этот Косон-Котизон правил очень долго (около четырёх десятилетий), что соответствует данным Иордана, который, однако, вполне мог спутать имя царя даков с именем другого, более позднего правителя.
После эпохи Августа античные авторы больше не упоминают дакийских царей, поскольку большая часть первой половины I веке н. э. и первые десятилетия второй половины этого столетия были относительно спокойным периодом, без крупных столкновений между даками и римлянами. Поэтому следует иметь в виду, что имена нескольких правителей, следовавших друг за другом, могли просто не дойти до нас.
Во времена Нерона упоминается царь Скорилон. Даты его жизни неизвестны, но вполне вероятно, что трон унаследовал его брат Дурас, который зимой 85/86 годов напал на Мёзию. Вскоре после этого, согласно Диону Кассию,

«правивший ранее Дурас добровольно передал власть Децебалу, поскольку тот был искусным полководцем…»
— Дион Кассий. LXVII, 6, 1.
.
Все правители Дакии вплоть до войн с Траяном были известны современникам главным образом из-за конфликтов, возникавших между даками и римлянами. Однако бывали относительно спокойные периоды, когда напряжённость ослабевала, а экономика Дакии бурно развивалась благодаря торговому обмену с Римской империей.

### Дако-римские отношения

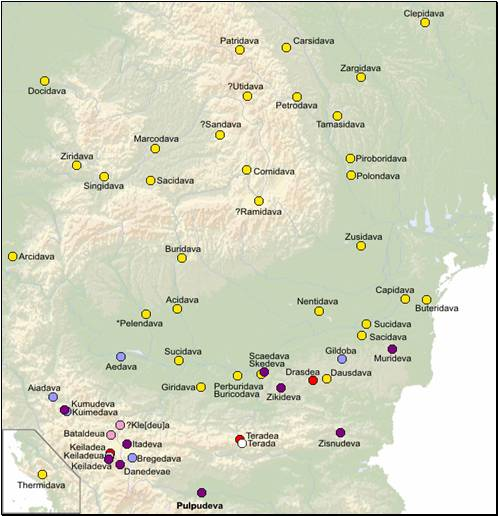
Область распространения дакийских топонимов

После заключения союза между Буребистой и Помпеем Цезарь стал врагом даков и задумал против них большой поход. Убийство Цезаря отсрочило его начало, но Октавиан не отказался от этого плана, и после паннонской войны 35—33 годов до н. э. город Сегест стал базой подготовки военной кампании против даков. Тем не менее решающее столкновение с даками было вновь отложено из-за разгоревшейся Гражданской войны.
В 29 году до н. э. даки (под предводительством Косона-Котизона) и бастарны напали на римские владения к югу от Дуная, после чего наместник Македонии Марк Лициний Красс предпринял в 29—28 годах до н. э. два карательных похода. Даки и бастарны были разбиты, а римляне направились в Добруджу. Поддержанный царём гетов Ролом, владевшим областями на юге Добруджи, Красс одержал победу сначала над Дапиксом, овладев Центральной Добруджей, а затем над Зираксом, владения которого находились на севере этой области. После похода Красса в восточной части Нижнего Подунавья на некоторое время установился мир.
К концу I века до н. э. и в начале следующего столетия театр военных действий между даками и римлянами переместился на запад и юго-запад Дакии. Во время войны, которую римляне вели против паннонских племён в 13—11 годах до н. э., даки напали на западные области Нижнего Подунавья. Марк Лициний отразил атаку и преследовал противника вплоть до Муреша. Из-за частых набегов даков, особенно на западном «фронте», в начале I века н. э. Элий Кат совершил поход в области к северу от Дуная (вероятно, в Банат), откуда переселил в местности к югу от Дуная 50 тысяч даков. В это же время, в 11—12 годах до н. э., даки Косона-Котизона потерпели новое поражение. Флор повествует об этих фактах и рассказывает, как происходили эти грабительские набеги.

«Жизнь даков была тесно связана с горами. Оттуда под предводительством царя Котизона они спускались и опустошали соседние области, как только лёд сковывал Дунай и соединял его берега. Император Август решил покончить с этим народом, добраться до которого было нелегко. Он послал туда Лентула, который оттеснил их на противоположный берег, а на этом берегу оставил гарнизоны. Таким образом, тогда (11—12 годы) даки были не разбиты, а лишь отброшены и рассеяны».
— Флор. И. 28, 18—19.
Следы этих столкновений найдены археологами. Дакийские укрепления на левом берегу Дуная, у Железных Ворот (Любкова, Пескари, Дивич), были сожжены в начале I века н. э. Некоторые позднее были восстановлены, но затем вновь разрушены во время дако-римских войн в конце I — начале II веков.
После образования провинции Мёзия и строительства римской крепости на правом берегу Дуная (вероятно, в правление Тиберия) римляне смогли обеспечить эффективную защиту своих владений к югу от Дуная. В результате число набегов даков резко сократилось. Вплоть до войн Домициана и Траяна серьёзных конфликтов между даками и римлянами, за редкими исключениями, не возникало.

### Дакийская война императора Домициана

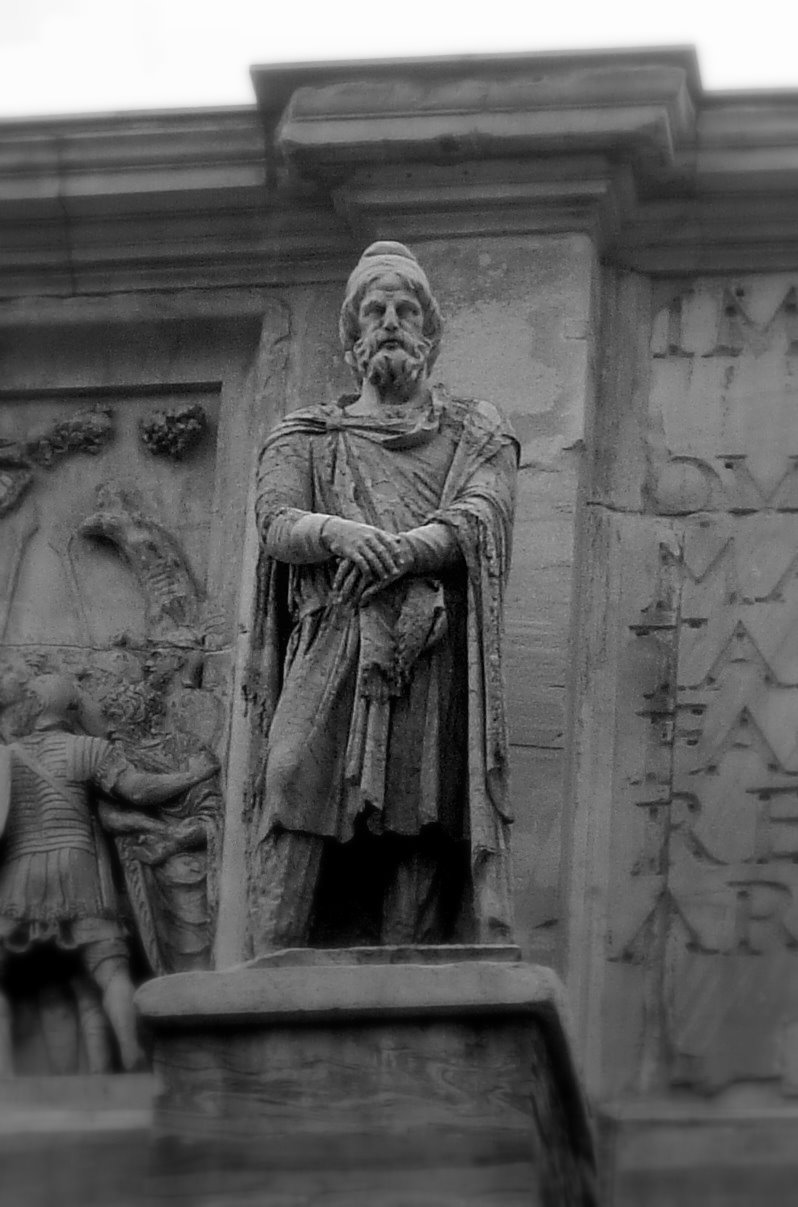
Мраморная статуя дакийского воина, которая увенчивает Триумфальную арку императора Константина в Риме

В 66 или 67 году наместник Мёзии Тит Плавций Сильван Элиан переселил в местности к югу от Дуная свыше 100 тысяч «задунайских жителей», о чём можно узнать из посвящённой ему надписи на надгробии, обнаруженном в Тибуре. Эта новая «колонизация» правого берега была осуществлена с тем, чтобы принудительно переселённые обрабатывали землю и платили дань. Вскоре после этих событий, воспользовавшись волнениями, возникшими в Риме в связи со смертью Нерона, и тем, что крепость осталась без защиты, даки в первые месяцы 69 года напали на Мёзию. Тацит писал:

«Возмущение захватило также и племя даков; они никогда не были по-настоящему верны Риму, а после ухода войск из Мёзии решили, что теперь им уж совсем нечего бояться. Сперва они хранили спокойствие и только наблюдали за происходящим, когда же война заполыхала по всей Италии и армии одна за другой стали втягиваться в борьбу, даки захватили зимние лагеря пеших когорт и конных отрядов, овладели обоими берегами Дуная и уже собирались напасть на лагеря легионов».
— Тацит. История, III, 46, 2.
Положение спас Муциан, наместник Сирии, войска которого быстро направлялись в Италию из восточных областей. Узнав о нашествии даков, он поспешил восстановить прежнее положение по всему течению Дуная. Этот набег даков стал предвестием целого ряда конфликтов в правление Домициана. Нашествие даков в Мёзию в период правления Дураса (зимой 85/86 годов) было ещё более опустошительным и стало своего рода прелюдией тех событий, которые в конце концов привели к покорению Дакии римлянами.

### Культурно-экономические связи с римлянами
Несмотря на постоянные столкновения, на протяжении большей части этого периода экономические отношения между даками и римлянами развивались по восходящей линии. В правление Буребисты в Дакию попадают изделия римских мастерских; из них наиболее известны бронзовые сосуды позднего периода республики. В последней четверти I века до н. э. в целом ряде поселений появились ювелирные украшения и металлические детали к одежде римского типа. Но особенно большое количество изделий, произведённых в Римской империи (бронзовые и керамические сосуды, изделия из стекла и железа, украшения, главным образом бронзовые, и другая утварь), проникли в Дакию в течение I века н. э., что объясняется относительно мирной обстановкой в период после правления Августа, а также образованием пограничных провинций Паннония и Мёзия.
Изделия из Римской империи распространились по всей Дакии. Но особенная их концентрация наблюдается в ряде хозяйственных и торговых центров (например, в крупных поселениях в долине Сирета в южнокарпатской области, в Окнице в Олтении, в Пьятра-Краивий в Трансильвании), главным образом в крепостях и поселениях вокруг столицы Дакийского царства. В Дакии в I веке н. э. уже работали римские ремесленники. Технологии, использовавшиеся в целом ряде мастерских по обработке металлов, и изделия этих мастерских ясно указывают на то, откуда родом были мастера. И наконец, вследствие интеграции Дакии в средиземноморскую экономику дакийские цари стали точно копировать римские монеты, отказавшись от чеканки монет, характерных для периода, предшествовавшего становлению царства Буребисты. Две монетные мастерские (одна обнаружена на месте крепости в Тилишке, а другая — в самой Сармизегетузе-Регии), а также ряд находок в других поселениях свидетельствуют о том, что дакийские цари с большой точностью воспроизводили серебряные римские денарии. Эти монеты чеканились вплоть до завоевания Дакии римлянами, и неслучайно, что на территории Древней Дакии было найдено около 30 тысяч таких монет, намного больше, чем в других соседствовавших с Римской империей «варварских» областях.

## Культура даков воII веке до н. э.—I векен. э.

### Поселения и крепости

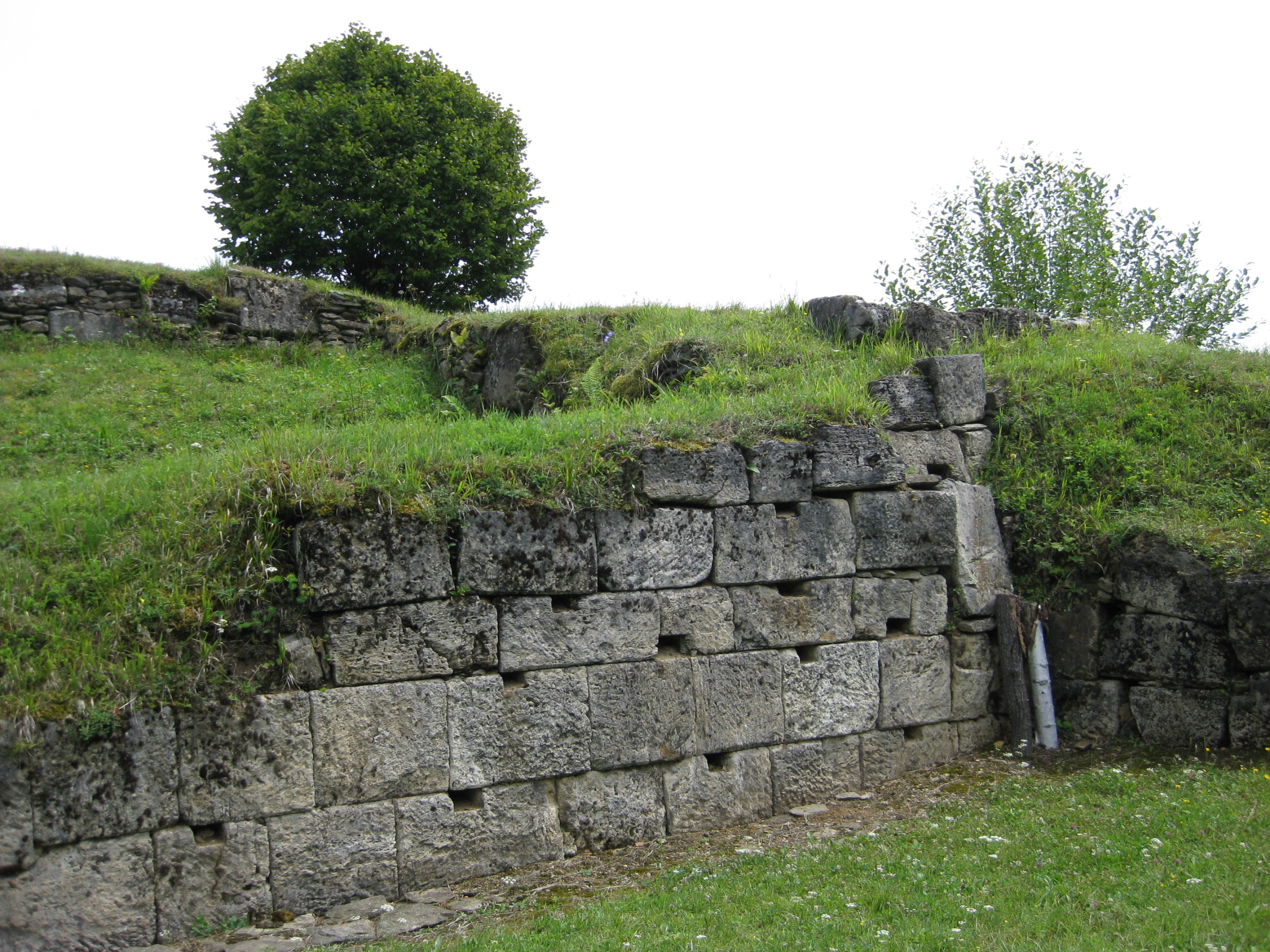
Стены крепости Блидару (жудец Хунедоара, Румыния, которая была построена в эпоху Буребисты

Многое указывает на то, что на территории Дакии существовало множество поселений сельского типа, однако число поселений, исследованных в ходе систематических раскопок, незначительно. По внешнему виду они напоминали поселения предыдущих веков и представляли собой маленькие деревушки с несколькими дворами и хозяйственными постройками. Эти поселения располагались по течению рек, на естественных террасах, в местах, не подвергавшихся затоплению.
Археологические исследования главным образом были сосредоточены в местностях, где находились укреплённые посёлки и крепости. Такие селения и крепости располагались на возвышенных местах (на холмах, высоких террасах, вершинах гор), откуда можно было наблюдать за ведущими из других областей дорогами. Укреплениями служили обычно земляные валы и деревянные стены, а после упрочения Дакийского царства в правление Буребисты появились оборонительные пояса стен и четырёхгранные бастионы из тёсаного камня, которые возводили мастера из западнопонтийских городов, придерживаясь греческой технологии строительства. Остатки подобных укреплений были найдены вокруг дакийской столицы. На периферии (Батка-Доам-ней, Четэцени, Дивич) стены возводились из нетёсаного камня, но и здесь очевидно стремление повторить великолепные столичные сооружения.

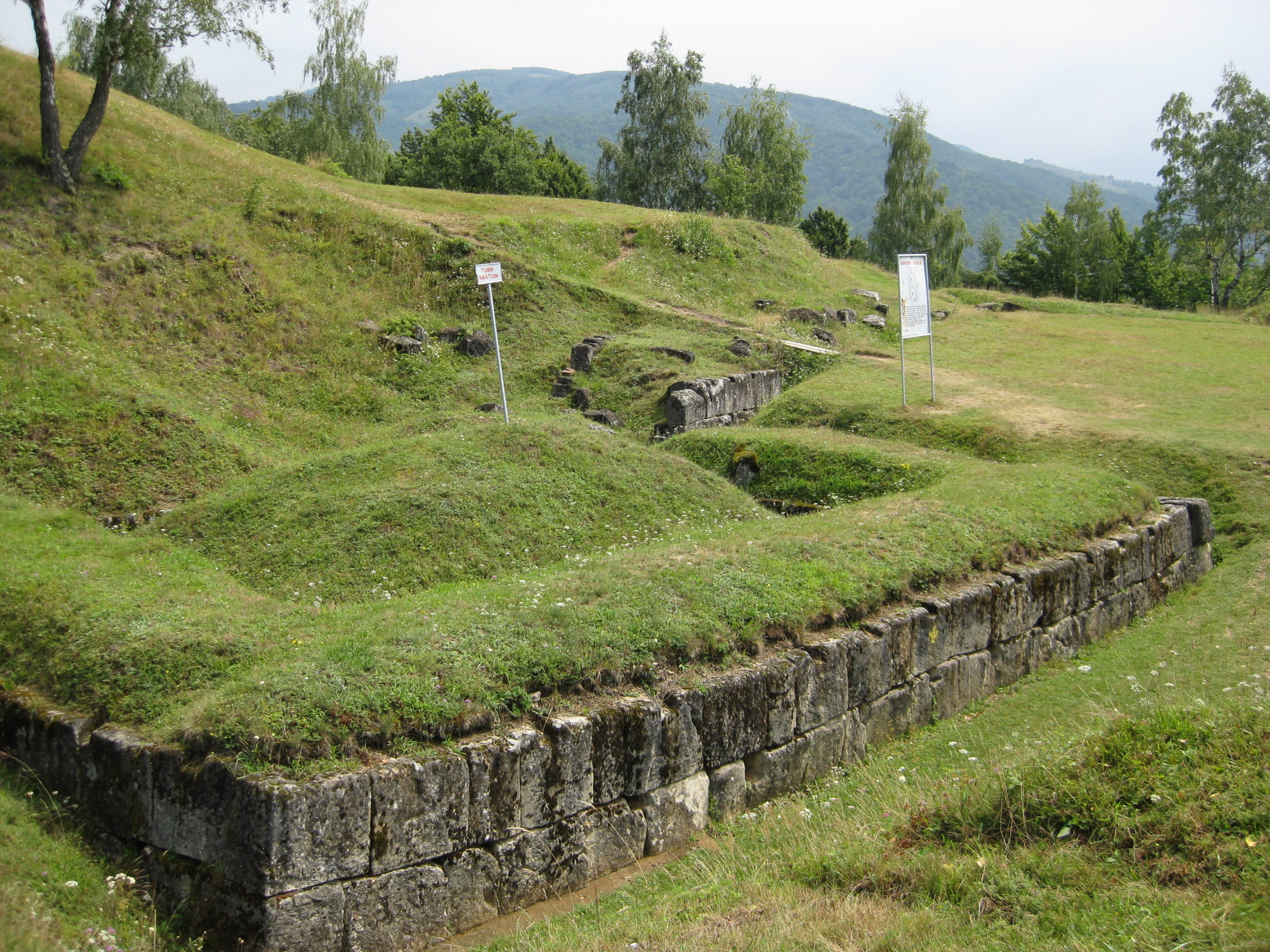
Стены крепости в Костешти (жудец Хунедоара, Румыния)

Люди в укреплённых посёлках селились в основном во внутренних дворах, но нередко и за стенами укреплений. Дома по внешнему виду напоминали сельские, однако появлялись и более внушительные сооружения (мастерские ремесленников, святилища и др.). Укреплённые поселения выполняли экономические, административные, военные и религиозные функции (обозначаемые термином dava), сходные с функциями кельтских oppida, внешне они заметно различались. Крепости имели прежде всего военное назначение (они занимали небольшую площадь, и в них находились постоянные гарнизоны), но не только. Они выполняли и религиозную функцию (в некоторых из них были обнаружены святилища). Обе категории фортификаций отличались от тех, что возводились в местностях, населённых кельтами. Скорее всего, тип укрепления зависел от личности правителя. Доказательством служит факт, что после завоевания Дакии и смерти последнего дакийского царя Децебала подобные крепости полностью прекратили своё существование, несмотря на то что не все области, где обнаружены такие сооружения, были включены в границы римской провинции. Такова, например, судьба укреплённых поселений в области Марамуреш на правом берегу Тисы. Уничтожение дакийской аристократии привело к разрушению структур, обеспечивавших функционирование укреплений в период существования царства.
Самые впечатляющие фортификационные сооружения были обнаружены вокруг столицы Дакии. Их начали строить в правление Буребисты, в дальнейшем они постоянно модифицировались. Религиозный центр даков, скорее всего священная гора Когайонон, упоминаемая Страбоном, где впоследствии, возможно в правление Декенея, выросла Сармизегетуза-Регия, находился на высоте 1000 м над уровнем моря. Все подступы к этому центру преграждали крепости с каменными укреплениями (Костешты-Четэцуе, Костешты-Блидару, Пьятра-Рошие, Вырфул-луй-Хулпе и другие). Недалеко от священного места возникло большое поселение с постройками на искусственных террасах, обнесённых каменными стенами. Вода подавалась по специально проложенным водопроводам. Сармизегетуза-Регия внешним видом напоминала средиземноморский город. Некоторые историки даже сравнивали её с Пергамом. Вблизи священной зоны находилось небольшое фортификационное сооружение, построенное накануне дако-римских войн времён Домициана. Во многих укреплённых поселениях были обнаружены ремесленные мастерские — гончарные и металлообрабатывающие. Работа в них кипела, что подтверждается многочисленными предметами, найденными во время раскопок на месте этих поселений. Речь идёт прежде всего о керамических изделиях. Характерная для даков утварь представляла собой сосуды, украшенные ячеистым орнаментом (использовались для приготовления пищи), так называемые фруктовницы (миски на высокой ножке), и плошки в форме чашек. Даки делали и расписную керамику, которая формой и орнаментом отличалась от аналогичных предметов, произведённых в областях, населённых кельтами. В поселениях вокруг Сармизегетузы изготовляли сосуды, украшенные рисунками с изображениями животных, а также растительным и геометрическим орнаментом. Эти сосуды археологи относят к так называемой придворной керамике.

### Святилища и места отправления культа у даков

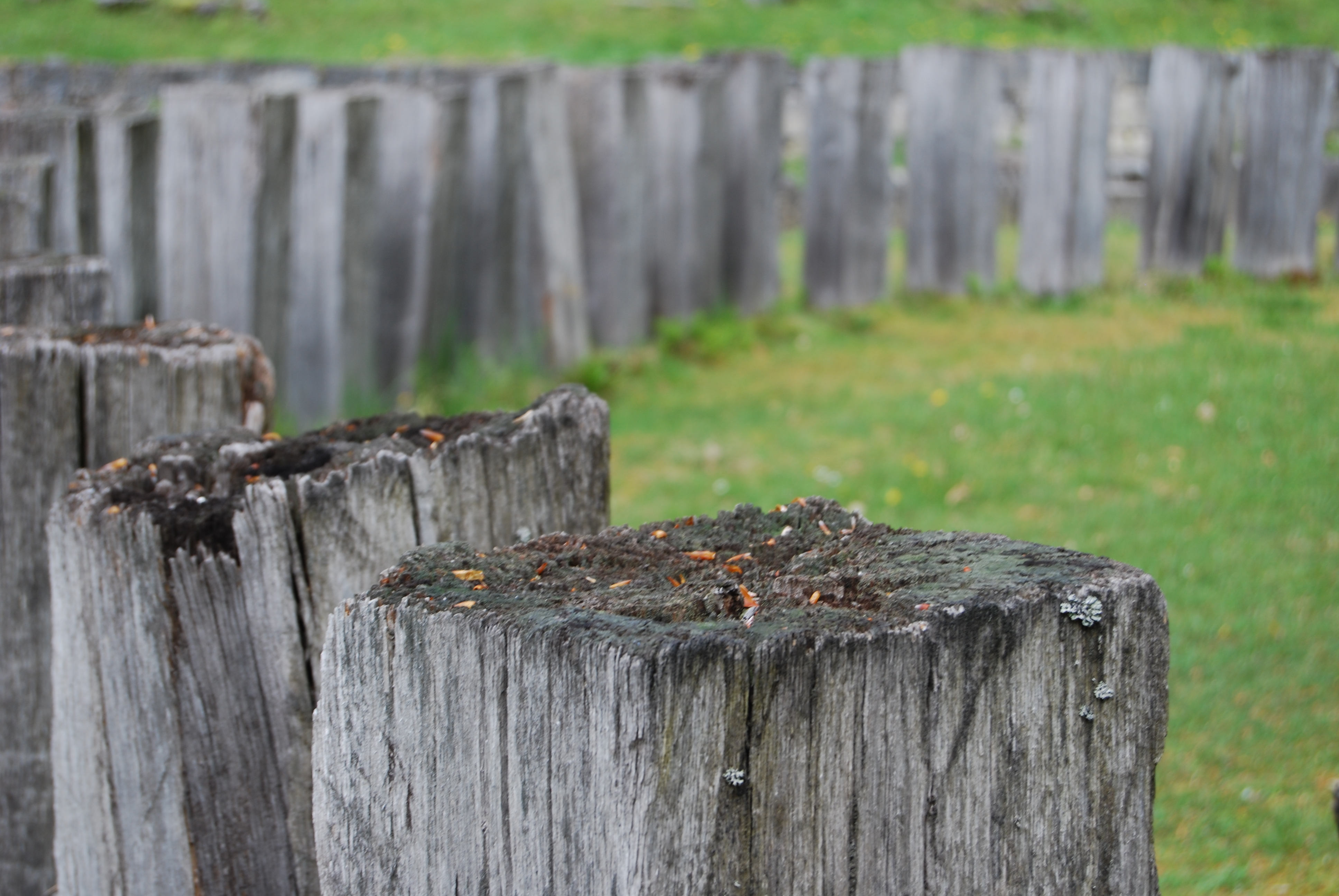
Деревянные столбы святилища в Сармизегетузе

Самые древние святилища представляли собой прямоугольные деревянные сооружения (размеры которых намного превышали обычные постройки гражданского назначения) с помещением в форме апсиды, ориентированной на северо-запад. Реформа, проведённая Декенеем, навязала «официальную» религию, результатом чего явилось появление новых святилищ. Как в священной области Сармизегетузы, так и в ряде поселений и крепостей были обнаружены круглые и четырёхугольные святилища. Вокруг святилищ круглой формы находились каменные или деревянные площадки, внутри которых располагалось четырёхстороннее помещение и апсида, ориентированная на северо-запад. Четырёхгранники поддерживались колоннами, опиравшимися на тамбуры из известняка или андезита, а сами сооружения напоминали храмы Средиземноморья.
В землях, населённых даками, обнаружен ряд священных мест, говорящих о своеобразии «народных» верований и обрядов. Так, например, в Концешти, на берегу озера, вероятно в священной роще, находилась площадка, на которой сжигались домашние животные. Большая часть найденных костей представляет собой фрагменты конечностей, что говорит об особом характере жертвоприношений.
В ряде колодцев обнаружены наслоения из ритуальных сосудов, предназначавшихся, скорее всего, водяным духам. Многочисленны и находки серебряных предметов. Как правило, речь идёт о частных тайниках, которые находились за пределами поселений в специально вырытых ямах. В них прятали украшения для одежды (застёжки, браслеты, ожерелья и др.). Имеются и случаи преднамеренной порчи изделий перед их помещением в клад. И наконец, во многих поселениях, главным образом вне карпатской зоны, отмечено совершение магических обрядов. Во время археологических раскопок найдены фигурки людей, сделанные из глины, со следами преднамеренных уколов или порчи. В некоторых местах обнаружены целые «комплекты» предметов для магических заклинаний. Нет сомнений, что это свидетельства «народных» обрядов, схожих с теми, существование которых у многих древних народов установлено этнологами. Святилища и другие места отправления культов подтверждают существование как «официальной» религии, о которой упоминают литературные источники, так и традиционных верований и обрядов.

## Дакийская война императора Траяна

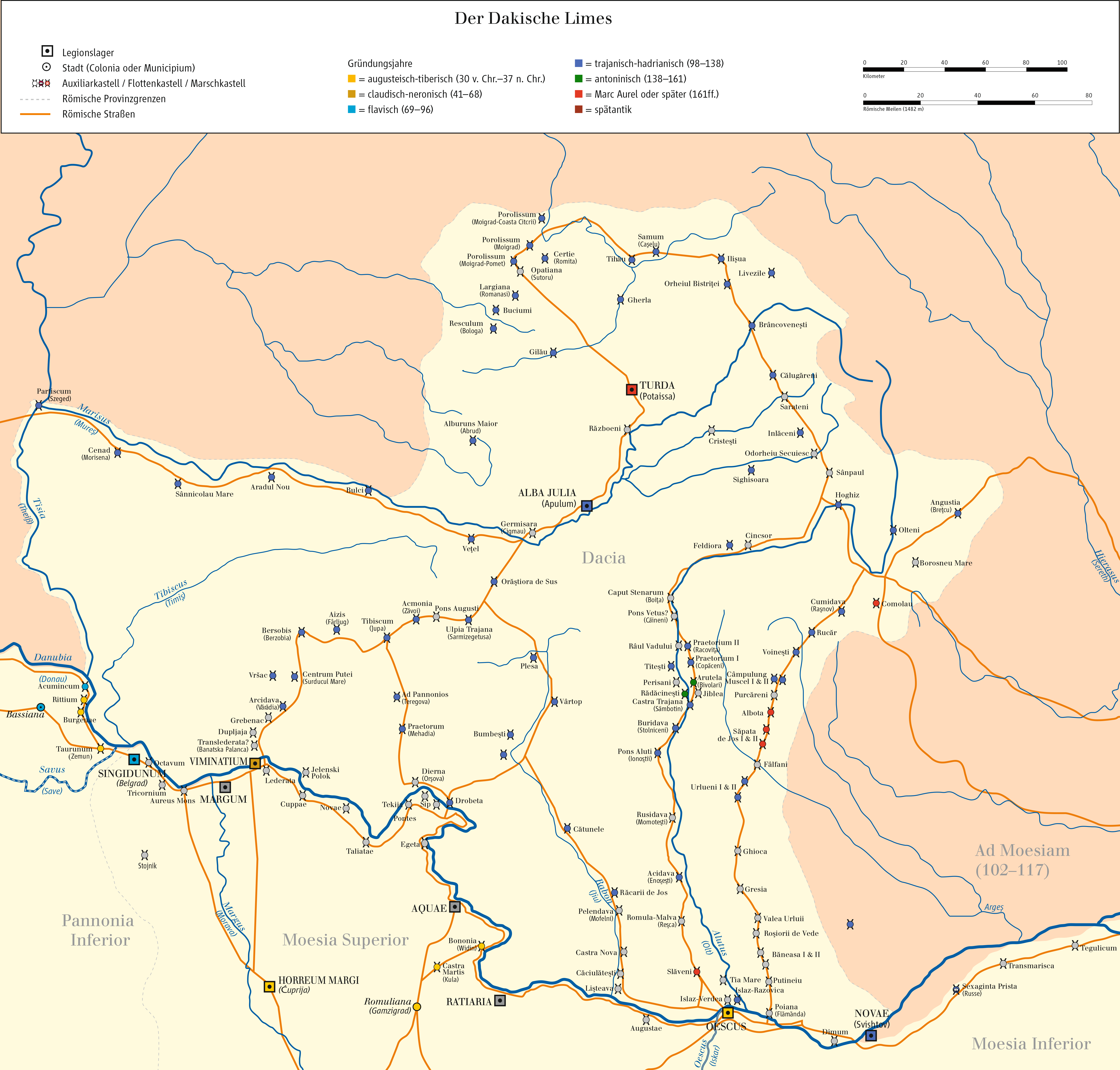
Хронология основания римлянами лагерей легионов, населённых пунктов и крепостей в эпоху правления:
__ — Августа—Тиберия (30 до н. э.—37)
__ — Клавдия—Нерона (41—68)
__ — Флавиев (69—96)
__ — Траяна—Адриана (98—138)
__ — Антонина (138—161)
__ — Марка Аврелия и позднее (со 161)
__ — Поздней Античности

### Дакийское царство и Римская империя в эпоху Флавиев
Первые контакты между жившими к северу от Дуная дако-гетами и Римом носили торговый характер и датируются II—I веками до н. э., когда римская политика в отношении Нижнего Подунавья ещё не вполне определилась.
В 11 году до н. э. Август основал провинцию Паннония. Уже в этот период даки серьёзно угрожали безопасности римских владений. Трудность в установлении с даками мирных отношений типа amiciţia вынудила Римскую империю принять решение о создании некоей буферной зоны между Паннонией и даками. С этой целью равнину между Дунаем и Тисой римляне заселили сарматами-язигами. Вторжения даков опасались и в придунайских областях будущей провинции Мёзия. Так возникла идея политики «безопасного пространства», которую римляне проводили на северном берегу Нижнего Дуная в I веке н. э. Первый важный шаг в этом направлении сделал Элий Кат, переселив в области к югу от Дуная 50 тысяч гетов. В годы правления Тиберия, когда была образована провинция Мёзия, в Нижнем Подунавье стоял всего лишь один легион.
При Нероне «безопасное пространство» к северу от Дуная укрепили, а Плавтий Сильван Элиан, возможно, даже расширил его, переселив в Мёзию ещё 100 тысяч «задунайцев». За этим переселением последовало размещение на Дунае — к востоку от Новы — других гарнизонов.
Политика «безопасного пространства» и переселения жителей на южный берег Дуная ещё со времён Августа осуществлялась параллельно с заключением дипломатических соглашений с разными дако-гетскими династиями. Такие отношения развивались на фоне политической ситуации, сложившейся в Дакии после распада царства Буребисты. При Августе в Буридаве (Окница), возможно, правил местный царь, обозначенный в одной надписи титулом basileus. Наличие римского импорта, в особенности вооружения и предметов военного римского снаряжения, датированных I веком н. э., подтверждает гипотезу о существовании amiciţia между Римской империей и политическим центром в Буридаве. Для времени правления Августа мы имеем также подтверждение о поддержании римлянами amiciţia с гетским царём Ролом.

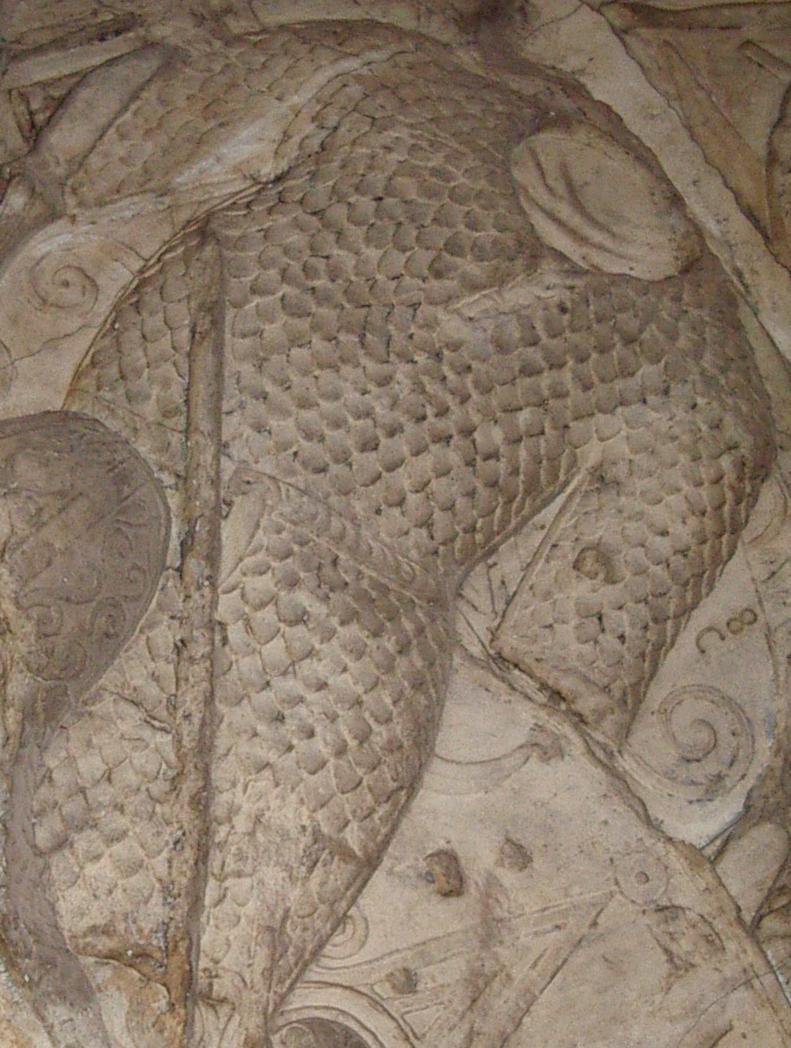
Чешуйчатая броня даков

Эта политика имела успех вплоть до года «четырёх императоров». В это время в Мёзию, ослабленную выводом войск для участия в Гражданской войне в Италии, вторглись роксоланы. Гето-даки также не преминули воспользоваться ситуацией. Они атаковали римские военные лагеря и завладели землями по обоим берегам Дуная. Стало ясно, что система, созданная Августом, себя изжила.
События на Дунае в 68—69 годах н. э. вынудили императоров из династии Флавиев изменить политику на дунайской границе. Первым её начал осуществлять Веспасиан. В размещении римских легионов произошли значительные перемены, и постепенно были заложены основы новой стратегической концепции. Оккупационная армия из провинции была выведена к границе. Тогда же была образована и Classis Flavia Moesica — дунайская флотилия.
Несмотря на эти изменения, результатом которых стало установление более чёткой демаркационной линии по Дунаю между Мёзией и варварскими территориями, от политики «безопасного пространства» на северном берегу реки полностью отказываться не собирались. Провал римской дипломатии в отношении дакийского государства со всей очевидностью обозначился в 85 году, когда даки совершили нападение на Мёзию. Его опустошительные последствия показали неэффективность политики «безопасного пространства».
Начиная с правления Домициана ситуация радикально меняется. Первым шагом к преобразованиям стал раздел мёзийского «фронта» на два сектора — провинции Верхняя и Нижняя Мёзии. Важнейшими событиями последующих лет явились две экспедиции Корнелия Фуска и Теттия Юлиана, предпринятые против Дакийского царства Децебала в Трансильвании. Несмотря на разный масштаб и характер, результаты этих походов показали, как трудно будет завоевать Дакийское царство и превратить его впоследствии в римскую провинцию. В общем контексте политической и военной ситуации в Среднем Подунавье самым рациональным и быстрым решением для Римской империи стало бы превращение побеждённого Децебала в дружественного царя (rex amicus). Это было вполне естественным, особенно если принять во внимание, что врагом Римской империи на севере выступал не племенной союз, а государство, сравнимое с такими царствами, как Македонское и Понтийское, а Децебал проявил себя не менее талантливым военачальником, чем Филипп V и даже Митридат. Договор, заключённый в 89 году н. э. между Римской империей и Дакийским царством, переводил Децебала в категорию rex amicus populi Romani. По всей видимости, с ним поступили так же, как с армянским царём Тиридатом во времена Нерона. Из рассказов Диона Кассия можно сделать вывод, что по отношению к дакийскому правителю римляне действовали по всем правилам, прибегнув к appelatio, и полностью соблюли все официальные формальности.

### Первый поход Траяна

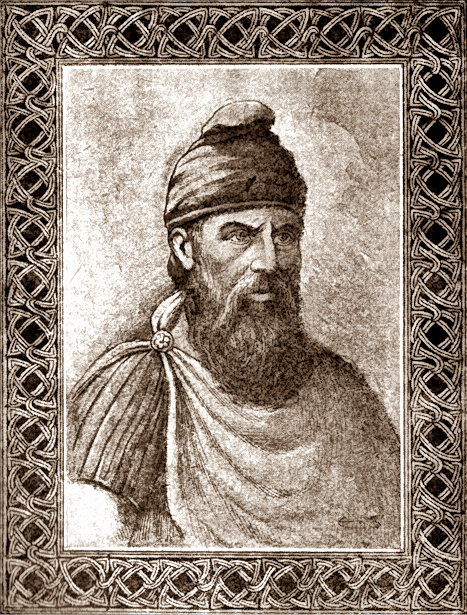
Децебал, царь Дакии в 87—106 годах

Причины, приведшие к возникновению конфликта между зависимым Дакийским царством и Траяном, недостаточно хорошо отражены в повествовательных источниках. В них можно обнаружить туманные упоминания о возрастании мощи даков и «постыдном, позорном» договоре, заключённом Домицианом. Современные историки выдвинули свои предположения о возможных причинах. К ним могут быть отнесены и богатства недр Дакийского царства, и экономический кризис в Италии, и желание Траяна добиться славы Александра Македонского. Позднее среди основных политических и военных мотивов стали выделять угрозу создания широкой антиримской коалиции варваров во главе с Децебалом, а также мнение Траяна, согласно которому, благодаря поддержке Римом своих политических «друзей», мощь Дакийского царства стала превосходить допустимые для зависимой страны пределы.
Сохранились свидетельства о двух войнах Траяна с даками. Основными историческими источниками, по которым можно восстановить события, считаются колонна Траяна в Риме и фрагменты сочинения Диона Кассия. На рельефах колонны обе войны представлены по-разному. Изображение первого конфликта начинается с воспроизведения десяти сцен, рассказывающих непосредственно о военной кампании. Вторая война отражена по-другому. В первых девяти сценах воссоздаётся путешествие по морю из Италии, которое является как бы введением в войну. К этому добавляется рассказ Аммиана Марцеллина о двух клятвах Траяна: «sic in provinciarum speciem redactam videam Daciam» и «sic pontibus Histrum superem». Это главные цели императора, провозглашённые в период между войнами. К доказательствам о непосредственной связи двух войн добавляется сцена на колонне, изображающая два трофея и богиню Викторию. Всё это побудило итальянского историка Санто Мадзарино высказать мысль, что следует говорить о единой дакийской войне, подразделённой на expeditio Dacica prima, удостоверенную эпиграфически надписью Луция Минуция Наталия, и о secundo expeditione, о которой сообщает надпись Гая Цецелия Марциала в Коринфе.

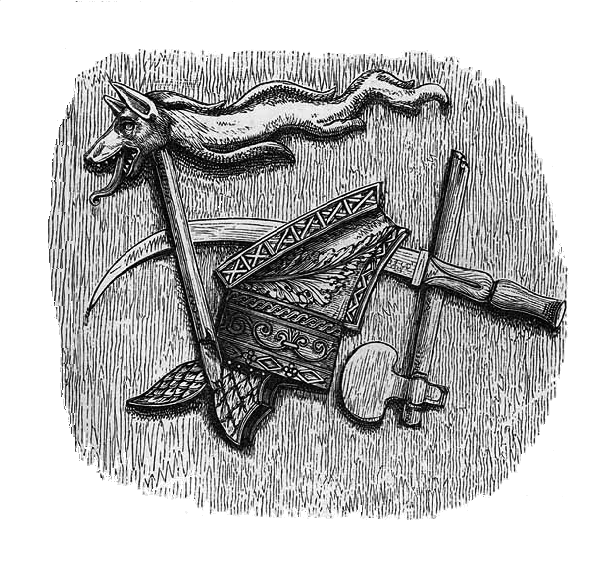
Символы даков

Предположительно, первая экспедиция началась в мае—июне 101 года н. э., если учитывать, что Траян покинул Рим 25 марта. Римская армия во главе с самим Траяном перешла через Дунай в Верхней Мёзии и начала продвижение по Банату, вероятно, по тому же маршруту, которым следовал Теттий Юлиан в 88 году н. э., в направлении резиденции дакийских царей на юго-западе Трансильвании. В то же время Маний Либерий Максим, наместник Нижней Мёзии, двигался на север вместе со своей армией по долине реки Алут (Олт). Его основной целью, судя по всему, был политический центр гетов в Буридаве, о чём свидетельствуют найденные там фрагменты черепицы с клеймами Первого Италийского и Пятого Македонского легионов. Так началась первая военная кампания.
Прибыв на юго-восток Трансильвании после победы в битве при Тапах, император добрался до низменности Хацег и продолжил путь к царской резиденции в горах Себеша. Трудно поверить, что Траян готовился начать самую тяжёлую часть кампании — осаду горных крепостей даков — в преддверии наступления дождливого и холодного времени года. По всей вероятности, он подготовил зимние лагеря и запасся провизией, а последний бросок решил совершить следующей весной. Единственным объяснением рискованного поступка Децебала, оставившего свою резиденцию в горах, чтобы, перейдя через Карпаты и Дунай, атаковать Нижнюю Мёзию, служит то, что в этот момент царская столица Сармизегетуза не подвергалась опасности. Эта вылазка знаменует начало второй кампании. Траян был вынужден покинуть горы Юго-Западной Трансильвании и вместе с армией поспешить для оказания поддержки римским военным лагерям и городам Нижней Мёзии. Атака даков сочеталась с нападением их союзников с востока, с территории нынешней Молдовы. Это была смешанная коалиция варварских племён, самыми грозными из которых были роксоланские панцирные конники. Понеся большие потери, Траян разбил варварскую коалицию в ходе решающих битв под Никополем и крепостью Трофей Траяна (Адамклисси). На месте последней в 109 году воздвигнуты памятник в честь победы и алтарь в память о 3 тысячах римских солдат, павших на поле боя.

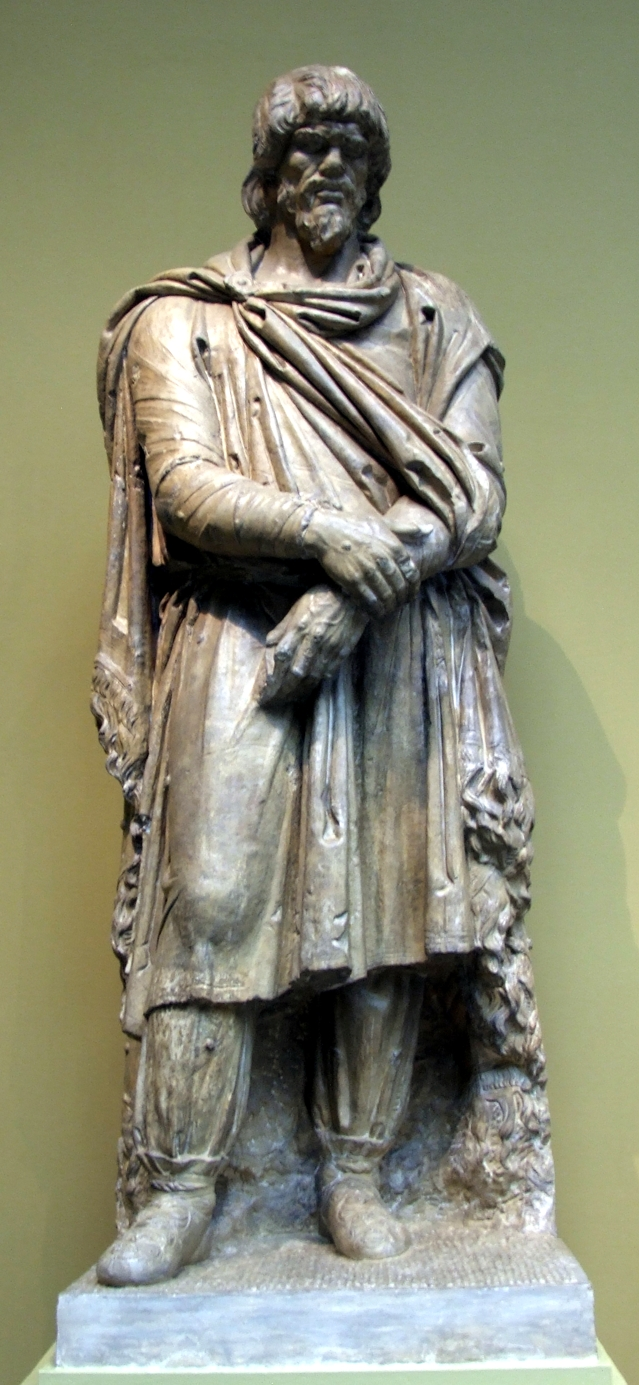
Статуя пленного дакийского воина. Отлито с оригинала из Латеранского музея, Рим. Начало II века.
Государственный музей изобразительных искусств имени А. С. Пушкина.

Весной 102 года началась третья кампания. В то время как Траян возвращался на юго-восток Трансильвании для подготовки решающего штурма политического центра даков, армия Нижней Мёзии вторглась на территорию, населённую варварами, преследуя восточных союзников Децебала. Дион Кассий приводит интересный эпизод: Маний Либерий Максим взял в плен сестру Децебала и одновременно захватил мощную крепость. Отчаяние Децебала, получившего дурную весть, можно объяснить лишь тем, что он терял важного союзника на востоке (Молдова), дружба с которым была подкреплена, по всей вероятности, политическим брачным союзом тамошнего правителя с сестрой царя даков. Такая гипотеза основывается на упоминании о браке между благородной дакийской девицей Зией и правителем костобоков Пиепором. Это известие исходит из Италии, где «царица» костобоков и два её внука, вероятно, находились в качестве obsides, то есть политических заложников. А поскольку костобоки жили на севере Молдовы, нельзя исключить, что этот эпизод связан именно с завоеванием их главного центра.
Продолжая военные действия, армия Нижней Мёзии заняла равнину Мунтении и перешла через горы на юго-востоке Трансильвании. Операция проводилась с целью установления контроля над основными путями, ведущими через горы из Трансильвании к Дунаю. На местах самых важных переправ и перевалов возводились мощные каменные военные лагеря, как, например, в Хогизе и Брецку в долине Олта в Трансильвании и Верхней Дражне, Рукэре и Тыргшоре в Южных Карпатах в Мунтении. Об этом говорят
найденные в этих укреплениях фрагменты черепицы с клеймами легионов Нижней Мёзии. Восточная часть Олтении, Мунтения, юг Молдовы и юго-восточная часть Трансильвании в 102 году становятся территориями, расположенными intra provinciam (Нижняя Мёзия). Это вытекает из текста так называемого папируса Ханта, в котором упоминаются римские гарнизоны Буридавы и Пироборидавы и уточняется, что они располагаются intra provinciam.
Между тем на главном направлении в Юго-Западной Трансильвании римская армия под командованием Траяна захватила укреплённые высоты на подступах к Сармизегетузе. Дион Кассий сообщает, что после того как Децебал потерял всякую надежду остановить наступление Траяна, он, чтобы не потерять трон, согласился на все условия римлян и начал мирные переговоры.
В конце концов дакийский царь предстал перед Траяном, отбросив оружие, преклонил колена и, исполнив требуемый церемониал, признал себя побеждённым. Если бы Траян хотел уничтожить Дакийское царство в 102 году, он бы уже тогда мог взять в плен или убить Децебала. На рельефах колонны Траяна изображено, как Децебал выражает готовность к повиновению неподалёку от римского лагеря, где, по всей вероятности, располагался штаб Траяна. Это место должно было находиться недалеко от Сармизегетузы. Из близлежащих населённых пунктов, где археологи находят следы присутствия римлян, наиболее значительным является место, носящее название Суб-Кунуне. Здесь обнаружен клад из 500 римских серебряных монет, последние из которых относятся к периоду правления Траяна до присвоения ему титула Дакийский (то есть до 102 года), а также найдены стены из камня, скреплённые раствором, римская черепица и кирпичи. Большой интерес представляют и две надписи. Одна выполнена в 156—157 годах от имени наместника Верхней Дакии Марка Стация Приска и посвящена Виктории-Августе, а другую наместник-консул трёх Дакий Луций Эмилий Кар в 175 году поставил в честь Аполлона-Августа. Эти люди жили много позже гибели Сармизегетузы и последнего дакийского правителя. Единственным объяснением следов римского присутствия в тех местах и появления упомянутых надписей служит алтарь, поставленный Траяном после поражения и капитуляции Децебала в 102 году. Эту версию подтверждают и письменные источники, упоминающие о сооружении Траяном во время первой войны алтаря, на котором он приказал совершать ежегодные жертвоприношения. В румынской историографии гипотетическим местом расположения алтаря считаются Тапы. Этот населённый пункт предположительно находился у горного перевала, ведшего из Баната в Трансильванию, — у Железных Ворот рядом с Карансебешем. Однако на этом месте не найдено следов поселений римской эпохи. Алтарь и святилище в честь богини Виктории, возведённые в 102 году, следует искать ближе к царской Сармизегетузе, а скорее всего, в местечке Суб-Кунуне, расположенном всего в нескольких километрах от неё. Впрочем, Дион Кассий мог говорить и о другом алтаре.
О победе над даками упоминается и в Fasti Ostienses. Отмечается, что Траян «de Dacia triumphavit». Он отпраздновал в Риме триумф и принял титул «Дакийский» в конце 102 года, после 10 декабря.

### Захват римлянами территорий к северу от Дуная в 102—105 годах н. э.

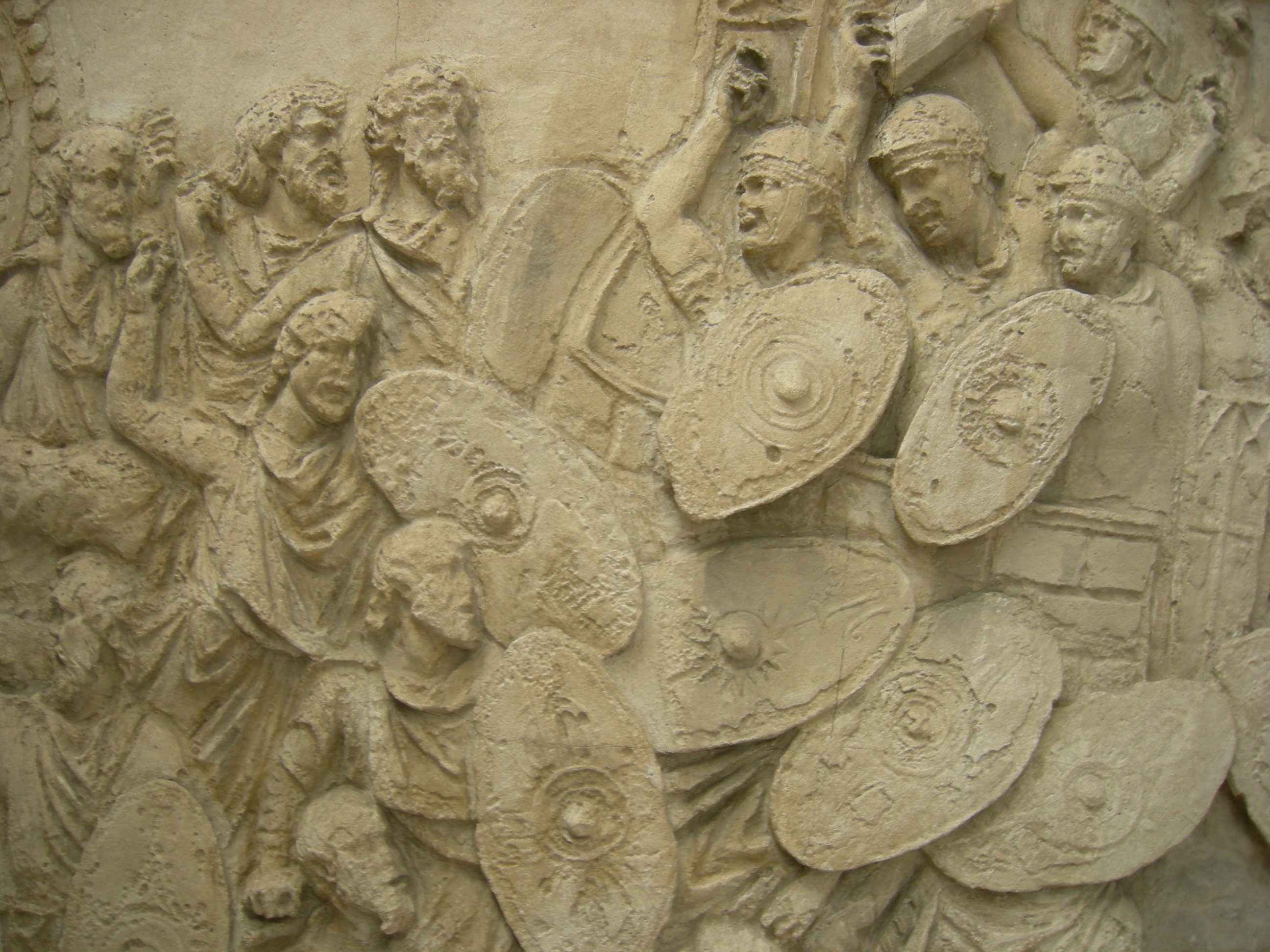
Битва с даками.
Фрагмент колонны Траяна в Риме.

К завоёванным римлянами в 102 году территориям Дакийского царства относятся Банат, юго-запад Трансильвании, в том числе горный укреплённый регион в окрестностях царской Сармизегетузы, и запад Олтении. Восток Олтении, Мунтения, юг Молдовы и крайний юго-восток Трансильвании, не входившие в пределы Дакийского царства, отошли под управление наместника Нижней Мёзии. Территории между Дунаем и средним течением Муреша, завоёванные самим императором, также оставались заняты римлянами. Точные сведения об их административно-территориальном устройстве между 102 и 105 годами (был ли это военный округ, провинция в стадии образования или новая территория Верхней Мёзии) отсутствуют. Известно только, что Траян назначил командующим оккупационными войсками Лонгина, vir consularis (о котором упоминает Дион Кассий). Он идентифицируется в просопографии империи как Cn. Pinarius Aemilius Cicatricula Pompeius Longinus, то есть Гней Пинарий Эмилий Цикатрикула Помпей Лонгин, бывший наместник провинций Верхняя Мёзия и Паннония. По своему статусу он должен был иметь под командованием по крайней мере два легиона, то есть обычную для провинции армию. Возможно, провинция ещё находилась в стадии образования. Граница региона, включавшего большую часть Южных Карпат, на севере проходила по реке Муреш и трансильванскому участку Олта. Эти естественные рубежи являлись одновременно южными пределами нового царства Децебала. Таким образом, Траян достиг основной цели экспедиции 101—102 годов. Центр управления в Сармизегетузе и каменные укрепления в горах Юго-Западной Трансильвании, то есть ядро дакийского государства, были разрушены и перешли под контроль римских войск. Отныне под властью Децебала находилось зависимое Дакийское царство, территория которого значительно уменьшилась.

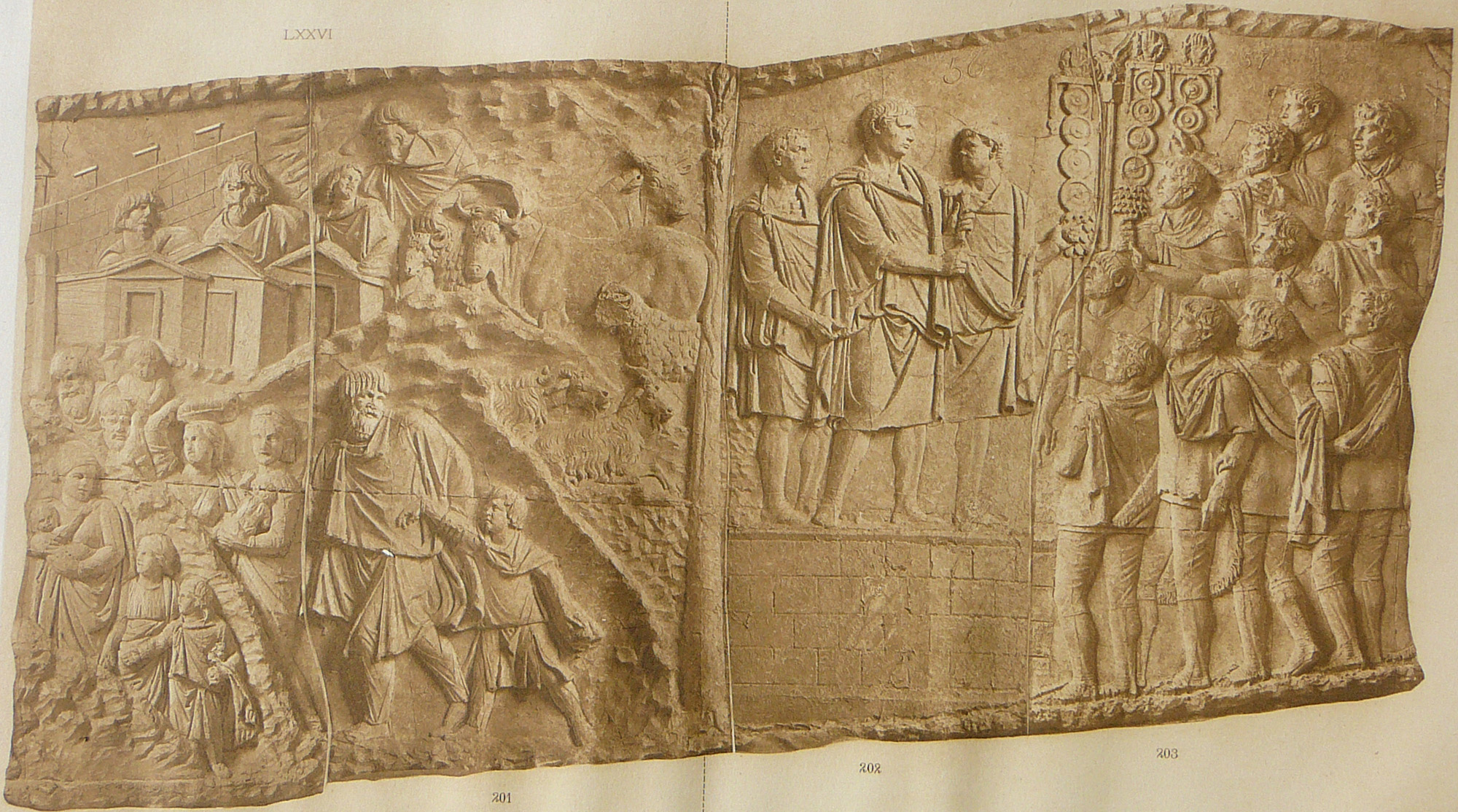
Слева: семьи сельских даков вынуждены покинуть свои дома, взяв свой скот (овец, крупный рогатый скот и коз) с собой, в то время как последние гарнизоны дакийских крепостей, в том числе один на заднем плане, сдаются римлянам.
Справа: римский император Траян (98—117) (в центре на подиуме) поздравляет свои победоносные войска.
Фрагмент колонны Траяна в Риме.

Это Дакийское царство охватывало Центральную и Северо-Западную Трансильванию. Оно не имело достаточных военных сил. Новая стратегическая ситуация в Северном Подунавье и позиции, занятые римской армией, не позволяли Децебалу добиться сплочения северодунайских варваров вокруг своего царства и угрожать с их помощью римскому порядку на южном берегу Дуная, как то было раньше. Самым важным в римской политике по отношению к варварскому миру в эпоху принципата было поддержание его политической и военной стабильности, а также создание в нём таких властных структур, которые при необходимости можно было бы использовать в борьбе против других враждебных варварских племён, осмелившихся угрожать Римской империи. Именно этим объясняется сохранение за Децебалом царского титула. Он был опытным военачальником и пользовался большим уважением среди варваров. Такие его качества были чрезвычайно полезны для империи и отвечали римским интересам.
Новый статус Дакийского царства был закреплён в договоре, который мог считаться заключением как мира, так и перемирия.
По его условиям, Децебал обязывался сдать оружие, осадные машины и военных мастеров, выдать римских перебежчиков, срыть крепости, очистить захваченные римлянами территории, считать своими друзьями и врагами тех же лиц, что и римляне, то есть отказаться от проведения собственной внешней политики. Согласно терминологии римского права капитуляция Децебала определялась как deditio in fidem. Он становился socius Imperii. Конкретной формой реализации этого перехода являлся foedus, посредством которого Децебал становился дружественным царём и союзником империи (rex amicus et socius Imperii).
Одно из условий мирного договора обязывало Децебала и его двор очистить захваченные римлянами территории. Это означало: дакийский царь должен был покинуть свою царскую резиденцию в Сармизегетузе, что входило в противоречие с логикой. Царство, которым он правил, с этого момента находилось далеко от бывшей царской резиденции. В уже цитированном пассаже Дион Кассий говорит, что в 102 году н. э. Траян оставил в Сармизегетузе некий «stratopedon». Эта книжная информация получила недавно блестящее эпиграфическое подтверждение. В стенах так называемой «крепости» Дяле-Грэдиште в Грэдиште-Мунчелулуй (место, гипотетически отождествляемое с Сармизегетузой дакийских царей) обнаружены блоки со строительными надписями с указанием названий строивших её легионов: IV Flavia Felix (Четвёртый Счастливый Флавиев), II Adiutrix (Второй Вспомогательный) и VI Ferrata (Шестой Железный). Очевидно, что эти блоки принадлежали римскому лагерю, а не дакийской крепости. Стены были возведены характерным для легионов образом в виде opus quadratum. Это именно тот самый stratopedon — термин, многократно употреблявшийся Дионом Кассием для обозначения римского лагеря. С этого момента Сармизегетуза оказалась на римской территории. Смысл строительства такого лагеря полностью соответствовал римской традиции захвата центров управления побеждённых племён. Таким образом, Децебал был вынужден искать для себя другую резиденцию на свободных территориях в Центральной Трансильвании. На севере от Муреша единственной каменной крепостью, расположенной в стратегически удачном месте и одновременно являвшейся торговым и промышленным центром, была Пятра-Крайви, стоявшая на скалистой вершине горы на высоте 1083 м. Децебал мог выбрать её в качестве новой резиденции, руководствуясь именно такими соображениями.

### Второй поход Траяна

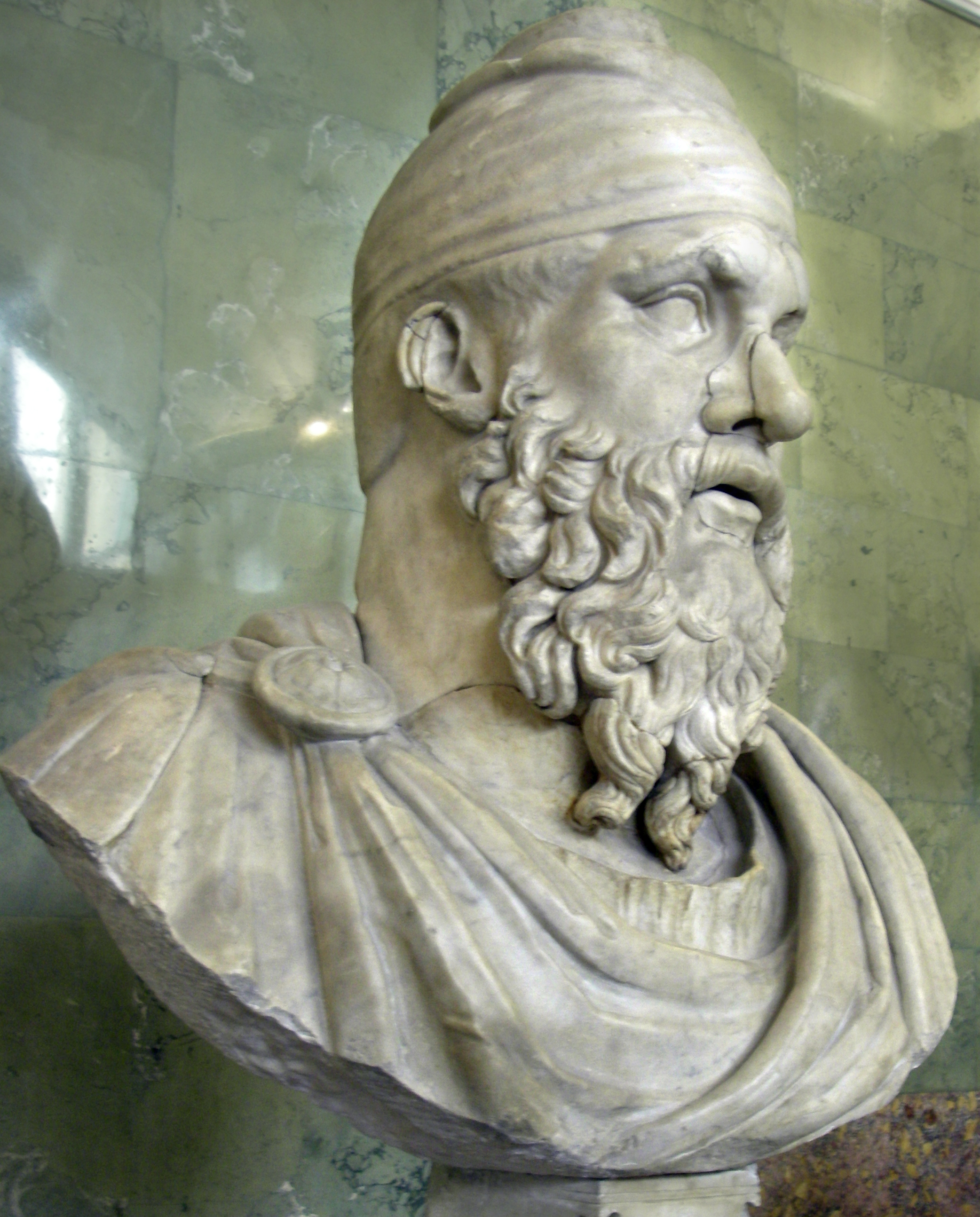
Фрагмент монументальной мраморной статуи пленника-дака с форума Траяна в Риме. Начало II века.
Эрмитаж, зал Юпитера.

Децебал, будучи яркой и незаурядной личностью, не мог легко смириться со своим новым статусом. Римляне обвинили его в несоблюдении положений мирного договора. Отрывочные данные позволяют лишь предполагать, что произошло в реальности. Вероятно, эти обвинения и послужили главной причиной начала новой войны. Не исключено, что Траяну, главной целью которого являлся окончательный захват Дакийского царства и превращение его в римскую провинцию, было выгодно именно перемирие, а не прочный мир. Сенат во второй раз объявил Децебала врагом римского народа. 4 июня 105 года Траян морским путём отправился из Италии в Мёзию, что отмечено в «Хронике Остии».
Поход начался летом 105 года Децебал попытался вступить в переговоры с Траяном. Он заманил Гнея Помпея Лонгина, командующего римскими войсками к северу от Дуная, в западню и захватил его в плен. Учитывая выгоды своего положения, Децебал потребовал у Траяна вернуться к статус-кво, существовавшему до первого похода: возвратить ему территории до Дуная и возместить ущерб, нанесённый войной. В этом случае он обещал освободить Лонгина. Траян отверг его предложения и потребовал, чтобы
Децебал сдался и сложил оружие. Лонгин покончил с собой; поход римлян продолжался. Его основной целью было пленение Децебала и захват его резиденции, полная ликвидация Дакийского царства и создание на его обломках римской провинции. В 105—106 годах военные операции римской армии сосредоточились в Трансильвании, к северу от Муреша.
Весть о новых успехах императора достигла Кирены после 30 июля 106 года. Вероятно, речь шла о падении царской столицы, которая не могла быть старая дакийская Сармизегетуза. Считается, что на рельефах колонны Траяна представлена последняя большая осада Сармизегетузы во время второй экспедиции. Известный толкователь рельефов колонны К. Цихориус заметил, однако, что в этой сцене изображается крепость, расположенная на труднодоступном скалистом плато, а это не соответствует топографии Сармизегетузы. На таком основании Цихориус выдвинул идею о существовании второй царской столицы. Стены осаждённой крепости отличаются от других изображений Сармизегетузы на колонне. Они больше походят на обнаруженные при раскопках в крепости Пятра-Крайви, чем на стены старой столицы даков, не говоря о топографическом несоответствии.

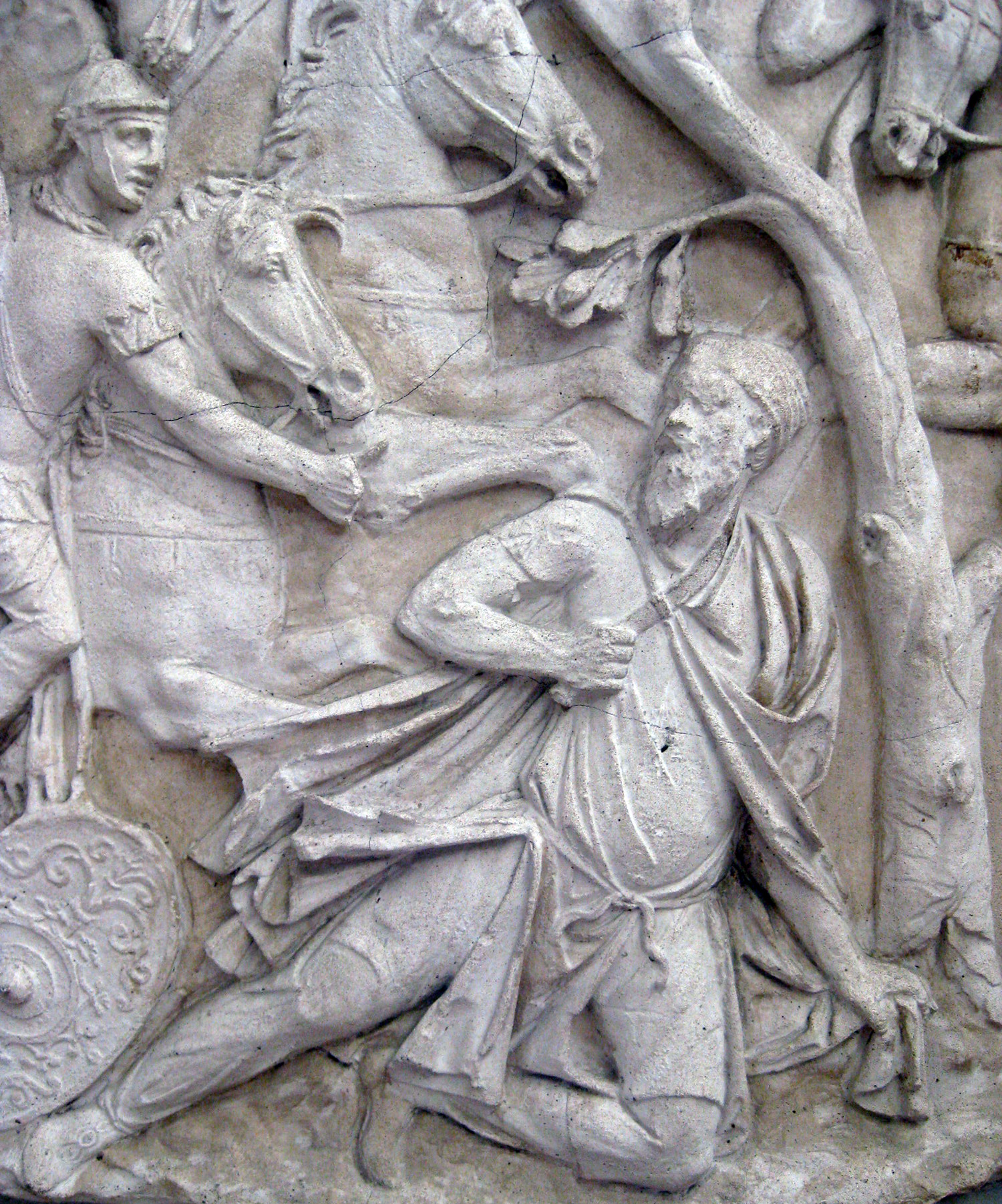
Самоубийство Децебала после триумфа римлян во Второй дакийской войне
(рельеф колонны Траяна в Риме)

Упоминание о провинции Дакия появляется уже 11 августа 106 года. Предположительно, территория между Пятра-Крайви и северой частью Дакийского царства была захвачена в течение месяца. И это ещё один аргумент в пользу того, что новая царская резиденция располагалась к северу от Сармизегетузы. Упомянутая надпись в Коринфе уточняет, как завершилась вторая экспедиция против Дакийского царства: «secunda expeditione qua universa Dacia devicta est». После падения столицы Децебал, преследуемый вспомогательными отрядами римской конницы, пытался спастись бегством. Знаменитая надпись в Филиппах (Греция) рассказывает о Тиберии Клавдии Максиме, который возглавлял отряд римлян и стал свидетелем самоубийства Децебала. Именно он принёс Траяну голову дакийского царя. Надпись указывает место, где это произошло: «Ranisstoro». Это было переведено как «в Ранистор», то есть туда, где якобы находился штаб Траяна на последнем этапе войны. Впрочем, согласно правилам латинской грамматики, следует переводить скорее как «из Ранистора», что станет указанием на место самоубийства Децебала. Как бы то ни было, это место было гипотетически идентифицировано с местностью к северу от Муреша, то ли в Апуле (М. П. Шпайдель), то ли в Пятра-Крайви (Дж. Беннетт). Трудно установить дату самоубийства Децебала: покончил ли он с собой до образования провинции Дакия или уже после. Некоторые историки (Ф. Леппер и С. С. Фрер) предполагают, что это могло случиться между 2 и 20 декабря 106 года.

## Романизация

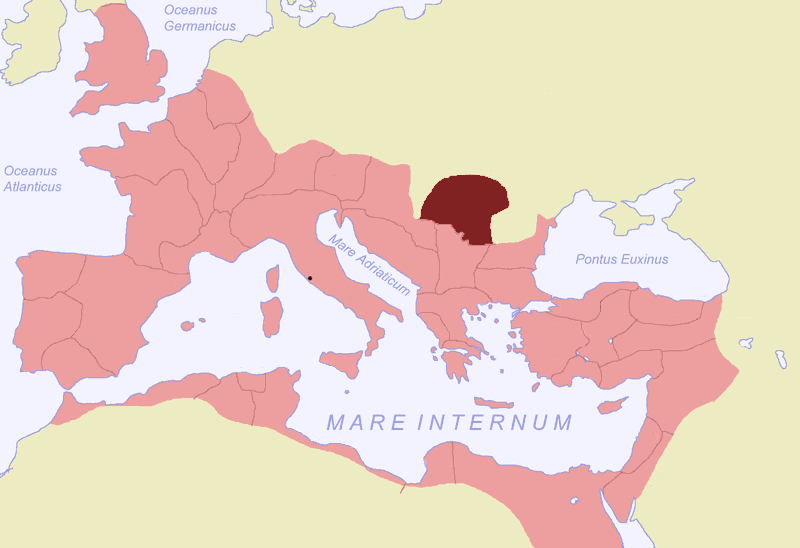
Дакия в составе Римской империи

Римская Дакия процветала в конце II — начале III века н. э. и приобрела особенное значение благодаря золотым приискам в горах Трансильвании. Впрочем, свободные нероманизированные даки удержались по периферии области (в восточных, северных и западных частях региона). С середины III столетия н. э. римскую часть Дакии захватили готы. Император Аврелиан в 271 эвакуировал римских колонистов на правый берег Дуная в средние части провинции Мёзии, где вскоре была образована провинция Дакия Аврелиана ( (лат.)); император Диоклетиан в 285 году из Дакии Аврелианы образовал две новые провинции: Dacia ripensis («Прибрежная Дакия») и Dacia mediterranea («Дакия Внутренняя»).
Несмотря на уход римских войск и упадок городов, довольно многочисленное романоязычное население (около 1 млн чел), по-видимому, сохранилось и к северу от Дуная (это также лишь предположение, которое не подтверждается никакими письменными источниками поздней античности и средневековья). В последнее время ведутся оживлённые споры о происхождении теперешних румын, предки которых — валахи, как предполагают некоторые историки, являются потомками неких романизованных даков, о которых, впрочем, ничего не сообщают древние источники. В VI—X веках романоязычные валахи интенсивно контактировали со славянскими племенами на Балканах.